# Star Wars dans la littérature

Les romans Star Wars ont été édités en français dès 1977 avec la parution en grand format du roman La Guerre des étoiles par les éditions Presses de la Cité. Depuis, plus d'une centaine de romans sont parus en français chez différents éditeurs.

## Historique de publication

### Les premiers romans: les films
Les premiers romans à paraître en français furent les adaptations des films de la trilogie originale entre 1977 et 1983. Ils sont édités en grand format à trois reprises : chez Presses de la Cité d'abord et chez France Loisir et GP Rouge et Or ensuite. Ils paraissent également au format poche chez Presses Pocket pour Un nouvel espoir et chez Le Livre de poche pour L'Empire contre-attaque et Le Retour du Jedi.

### L'univers étendu
En 1978, Splinter of the Mind's Eye est le premier roman de ce qui sera appelé plus tard l'univers étendu. Écrit par Alan Dean Foster à qui l'on doit l'adaptation du premier film en roman (même si son nom n'apparaît nulle part), il s'agit d'un roman commandé par George Lucas qui voulait avoir un roman facilement adaptable au cinéma pour un moindre coût au cas où Un nouvel espoir ne rencontrerait pas le succès. Ce roman qui marque le début de l'univers étendu ne fut pourtant jamais traduit en français. Aucun autre roman ne paraît durant plusieurs années aux États-Unis.
C'est en 1991 que la franchise Star Wars en roman renaît sous la plume de Timothy Zahn. Son premier roman L'Héritier de l'Empire sera traduit en français en 1992, à nouveau chez Presses de la Cité. Ces mêmes éditions ont depuis publié au total vingt-huit livres de l'univers étendu de Star Wars, le dernier roman, Le Nouvel Ordre Jedi 19 : La Force unifiée de James Luceno, étant publié en 2005.
Parallèlement à cela les éditions Pocket reprennent au format poche dans leur collection Science-fiction quelques-uns de ces livres pendant la période 1978-1998. Au total quinze romans sont publiés dans la collection (dont une réédition des trois films).
À partir de 1999, la parution au format poche se fait dorénavant par les éditions Fleuve noir dans leur collection Star Wars. Cette collection s'étale jusqu'à la fin de l'année 2011 avec la parution du no 110 intitulé, The Old Republic 2 : Complots de Paul S. Kemp. Au départ, aucune numérotation n'est apposée sur les romans mais à partir de la parution du quarante-septième livre intitulé Point d'équilibre, un numéro fut inscrit sur la tranche. La grande majorité des romans précédents furent réédités depuis avec la numérotation.
Enfin, l'année 2012 a vu le transfert des parutions, qui n'existent qu'au format poche depuis 2005, aux éditions Pocket qui reprennent la numérotation de la collection du Fleuve noir. Cette nouvelle collection démarre donc avec la parution du no 111, Les Nuits de Coruscant 1 : Crépuscule Jedi de Michael Reaves. À cette occasion deux romans ont été réédités (l'année correspondant à la sortie au cinéma de Star Wars, épisode I : La Menace fantôme en 3D), il s'agit tout d'abord de l'adaptation de La Menace fantôme de Terry Brooks et du roman Dark Maul : L'Ombre du chasseur de Michael Reaves mettant en scène Dark Maul. Ces deux romans contiennent, depuis cette réédition, des nouvelles inédites jusque-là en français. Seulement deux autres romans seront réédités ensuite, The Old Republic 1 : Alliance fatale de Sean Williams et The Old Republic 2 : Complots de Paul S. Kemp.
À la suite du rachat de la société Lucasfilm par The Walt Disney Company, tous les éléments racontés dans les produits dérivés sont déclarés comme en dehors du canon. Ils sont alors regroupés sous l’appellation « Star Wars Légendes »,. Seuls les six films, le long-métrage The Clone Wars, la série associée restent dans le canon. La nouvelle série d'animation Star Wars Rebels ainsi que tous les produits dérivés réalisés après août 2014 rentrent eux aussi dans ce nouvel ensemble,. Le premier roman Star Wars traduit en français et faisant partie de ce nouvel univers canon est Riposte écrit par Chuck Wendig et portant le numéro 133.

## Particularités et anecdotes
- Lors de leur parution en poche chez Pocket, la trilogie de Timothy Zahn fut numérotée 4, 5 et 6 tandis que les films étaient numérotés 1, 2 et 3.
- Certains romans sont le prologue ou la suite de bandes dessinées.

## Liste des publications
Cette liste replace les œuvres littéraires se déroulant dans l'univers de Star Wars dans l'ordre de la chronologie interne à cet univers.
Les œuvres sont séparées en deux listes distinctes :
- « Univers officiel de Star Wars » : cette liste reprend toutes les œuvres adaptées des films et des séries Star Wars: The Clone Wars et Star Wars Rebels ainsi que tous les romans parus après le mois d'avril 2014.
- « Univers Légendes » : cette liste reprend toutes les autres œuvres faisant partie de l'univers Légendes. À la suite du rachat de la société Lucasfilm par The Walt Disney Company, tous les éléments racontés dans les produits dérivés datant d'avant le 26 avril 2014 ont été déclarés comme étant en dehors du canon et ont été regroupés sous l’appellation « Star Wars Légendes »[7].

### Univers officiel
| Titre | Date de parution française | Date de parution originale | Éditeur            | Numéro de parution | Type                 | Chronologie de Star Wars | Auteur |
| --- | -------------------------- | -------------------------- | ------------------ | ------------------ | -------------------- | ------------------------ | --- |
| La Bataille de Jedha (The Battle of Jedha)                                                                | 27 juin 2024               | 17 mai 2023                | Pocket             | 203                | Roman                | An -382                  | George Mann (en) |
| Convergence 1 : Convergence (Convergence)                                                                 | 13 juillet 2023            | 22 novembre 2022           | Pocket             | 195                | Roman                | An -382                  | Zoraida Córdova (en) |
| La Voie de la duperie 1 : La Voie de la duperie (Path of Deceit)                                          | 25 mai 2023                | 4 octobre 2022             | Pocket             | 194                | Roman jeune adulte   | An -382                  | Tessa Gratton et Justina Ireland |
| Convergence 2 : Cataclysme (Cataclysm)                                                                    | 9 novembre 2023            | 4 avril 2023               | Pocket             | 198                | Roman                | An -382                  | Lydia Kang (en) |
| La Voie de la duperie 2 : La Voie de la vengeance (Path of Vengeance)                                     | 14 mars 2024               | 2 mai 2023                 | Pocket             | 201                | Roman jeune adulte   | An -382                  | Cavan Scott |
| La Quête de la cité perdue (Quest for the Hidden City)                                                    | 17 mai 2023                | 1er novembre 2022          | Bibliothèque verte | —                  | Roman junior         | An -382                  | George Mann (en) |
| La Quête de la planète X (Quest for Planet X)                                                             | 29 mai 2024                | 4 avril 2023               | Bibliothèque verte | —                  | Roman junior         | An -382                  | Tessa Gratton |
| La Lumière des Jedi 1 : La Lumière des Jedi (Light of the Jedi)                                           | 25 mars 2021               | 5 janvier 2021             | Pocket             | 178                | Roman                | An -232                  | Charles Soule |
| En pleines ténèbres 1 : En pleines ténèbres (Into the Dark)                                               | 22 avril 2021              | 2 février 2021             | Pocket             | 179                | Roman jeune adulte   | An -232                  | Claudia Gray |
| Une épreuve de courage (A Test of Courage)                                                                | 31 mars 2021               | 5 janvier 2021             | Bibliothèque verte | —                  | Roman junior         | An -232                  | Justina Ireland |
| La Lumière des Jedi 2 : L'orage gronde (The Rising Storm)                                                 | 27 janvier 2022            | 29 juin 2021               | Pocket             | 185                | Roman                | An -231                  | Cavan Scott |
| En pleines ténèbres 2 : Hors de l'ombre (Out of the Shadows)                                              | 24 février 2022            | 27 juillet 2021            | Pocket             | 186                | Roman jeune adulte   | An -231                  | Justina Ireland |
| La Tour des Trompe-la-mort (Race to Crashpoint Tower)                                                     | 25 août 2021               | 29 juin 2021               | Bibliothèque verte | —                  | Roman junior         | An -231                  | Daniel José Older |
| La Lumière des Jedi 3 : La Chute de l'étoile (The Fallen Star)                                            | 30 juin 2022               | 4 janvier 2022             | Pocket             | 188                | Roman                | An -230                  | Claudia Gray |
| En pleines ténèbres 3 : Horizon funèbre (Midnight Horizon)                                                | 25 août 2022               | 1er février 2022           | Pocket             | 189                | Roman                | An -230                  | Daniel José Older |
| Mission catastrophe (Mission to Disaster)                                                                 | 27 avril 2022              | 1er mars 2022              | Bibliothèque verte | —                  | Roman junior         | An -230                  | Justina Ireland |
| L'Œil des ténèbres 1 : L'Œil des ténèbres (The Eye of Darkness)                                           | 11 juillet 2024            | 14 novembre 2023           | Pocket             | 204                | Roman                | An -229                  | George Mann (en) |
| Sauvetage sur Valo (Escape from Valo)                                                                     | 19 mars 2025               | 30 janvier 2024            | Bibliothèque verte | —                  | Roman junior         | An -229                  | Daniel José Older et Alyssa Wong (en) |
| Braver la tempête 1 : Braver la tempête (Defy the Storm)                                                  | 19 septembre 2024          | 5 mars 2024                | Pocket             | 205                | Roman jeune adulte   | An -229                  | Tessa Gratton et Justina Ireland |
| L'Œil des ténèbres 2 : La Tentation de la Force (Temptation of the Force)                                 | 30 janvier 2025            | 11 juin 2024               | Pocket             | 208                | Roman                | An -229                  | Tessa Gratton |
| Beware the Nameless                                                                                       | —                          | 27 août 2024               | —                  | —                  | Roman junior         | An -229                  | Zoraida Córdova (en) |
| Les Larmes des Sans-noms (Tears of the Nameless)                                                          | 24 avril 2025              | 24 septembre 2024          | Pocket             | 210                | Roman                | An -229                  | George Mann (en) |
| The Acolyte : Cheminante (Wayseeker)                                                                      | 25 septembre 2025          | 6 mai 2025                 | Pocket             | 213                | Roman                | An -152                  | Justina Ireland |
| Padawan (Padawan)                                                                                         | 8 février 2024             | 26 juillet 2022            | Pocket             | 200                | Roman                | An -41                   | Kiersten White (en) |
| Maître et Apprenti (Master & Apprentice)                                                                  | 31 octobre 2019            | 16 avril 2019              | Pocket             | 164                | Roman                | An -40                   | Claudia Gray |
| La Force vivante (The Living Force)                                                                       | 27 mars 2025               | 9 avril 2024               | Pocket             | 209                | Roman                | An -33                   | John Jackson Miller |
| Mace Windu: The Glass Abyss                                                                               | —                          | 15 octobre 2024            | —                  | —                  | Roman                | An -32                   | Steven Barnes |
| Le Péril de la reine (Queen's Peril)                                                                      | 10 novembre 2022           | 2 juin 2020                | Pocket             | 190                | Roman jeune adulte   | An -32                   | E. K. Johnston |
| Intégrale épisodes I - II - III (The Prequel Trilogy)                                                     | 3 octobre 2015             | 1er mai 2007               | Pocket             | 149                | Roman                | An -32 à -19             | Terry Brooks / R. A. Salvatore / Matthew Stover |
| Épisode I : La Menace fantôme (The Phantom Menace)                                                        | 16 juin 1999               | 21 avril 1999              | Pocket             | 22                 | Roman                | An -32                   | Terry Brooks |
| Épisode I : La Menace fantôme (The Phantom Menace)                                                        | 20 août 1999               | 3 mai 1999                 | Pocket Jeunesse    | 533                | Roman junior         | An -32                   | Patricia C. Wrede |
| L'Ombre de la reine (Queen's Shadow)                                                                      | 3 décembre 2020            | 5 mars 2019                | Pocket             | 176                | Roman jeune adulte   | An -28                   | E. K. Johnston |
| L'Espoir de la reine (Queen's Hope)                                                                       | 24 août 2023               | 5 avril 2022               | Pocket             | 196                | Roman jeune adulte   | An -22                   | E. K. Johnston |
| Épisode II : L'Attaque des clones (Attack of the Clones)                                                  | 2 mai 2002                 | 23 avril 2002              | Fleuve noir        | 49                 | Roman                | An -22                   | R. A. Salvatore |
| Épisode II : L'Attaque des clones (Attack of the Clones)                                                  | 2 mai 2002                 | 23 avril 2002              | Pocket Jeunesse    | 825                | Roman junior         | An -22                   | Patricia C. Wrede |
| Comme des frères (Brotherhood)                                                                            | 23 février 2023            | 10 mai 2022                | Pocket             | 192                | Roman                | An -22                   | Mike Chen |
| The Clone Wars: Stories of Light and Dark                                                                 | —                          | 25 août 2020               | —                  | —                  | Recueil de nouvelles | An -22 à -19             | Rebecca Roanhorse, Zoraida Córdova (en), Jason Fry, Yoon Ha Lee, Anne Ursu (en), Lou Anders (en), Tom Angleberger (en), Preeti Chhibber (en), E. Anne Convery, Sarah Beth Durst (en) et Greg van Eekhout (en) |
| Catalyseur (Catalyst)                                                                                     | 27 avril 2017              | 15 novembre 2016           | Pocket             | 140                | Roman                | An -21                   | James Luceno |
| Sombre Apprenti (Dark Disciple)                                                                           | 26 janvier 2017            | 7 juillet 2015             | Pocket             | 138                | Roman                | An -20                   | Christie Golden |
| Thrawn - L'Ascendance 1 : Chaos croissant (Chaos Rising)                                                  | 28 octobre 2021            | 1er septembre 2020         | Pocket             | 183                | Roman                | An -20                   | Timothy Zahn |
| Thrawn - L'Ascendance 2 : Bien commun (Greater Good)                                                      | 12 mai 2022                | 27 avril 2021              | Pocket             | 187                | Roman                | An -20                   | Timothy Zahn |
| Thrawn - L'Ascendance 3 : Moindre Mal (Lesser Evil)                                                       | 27 avril 2023              | 16 novembre 2021           | Pocket             | 193                | Roman                | An -19                   | Timothy Zahn |
| Intégrale Dark Vador —                                                                                    | 20 novembre 2025           | —                          | Pocket             | 214                | Roman                | An -19                   | James Luceno / Matthew Stover |
| Épisode III : La Revanche des Sith (Revenge of the Sith)                                                  | 25 avril 2005              | 2 avril 2005               | Fleuve noir        | 68                 | Roman                | An -19                   | Matthew Stover |
| Épisode III : La Revanche des Sith (Revenge of the Sith)                                                  | 25 avril 2005              | 1er mai 2005               | Pocket Jeunesse    | 1571               | Roman junior         | An -19                   | Patricia C. Wrede |
| Le Règne de l'Empire 1 : Le Masque de la peur (The Mask of Fear)                                          | 21 août 2025               | 25 février 2025            | Pocket             | 212                | Roman                | An -19                   | Alexander Freed |
| Ahsoka (Ahsoka)                                                                                           | 2 juillet 2020             | 11 octobre 2016            | Pocket             | 171                | Roman jeune adulte   | An -18                   | E. K. Johnston |
| The Bad Batch —                                                                                           | 31 mai 2023                | —                          | Bibliothèque verte | —                  | Roman junior         | An -18                   | Sandy Julien |
| Inquisitorius : L'Éveil de la lame rouge (Inquisitor: Rise of the Red Blade)                              | 7 novembre 2024            | 18 juillet 2023            | Pocket             | 206                | Roman junior         | An -18                   | Delilah S. Dawson |
| Aventures dans un monde rebelle 1 : La Fuite (The Escape)                                                 | 29 mars 2017               | 25 février 2016            | Bibliothèque verte | —                  | Roman junior         | An -15                   | Cavan Scott |
| Aventures dans un monde rebelle 2 : Le Piège (The Snare)                                                  | 5 juillet 2017             | 25 février 2016            | Bibliothèque verte | —                  | Roman junior         | An -15                   | Cavan Scott |
| Aventures dans un monde rebelle 3 : La Tanière (The Nest)                                                 | 11 octobre 2017            | 25 février 2016            | Bibliothèque verte | —                  | Roman junior         | An -15                   | Tom Huddleston |
| Aventures dans un monde rebelle 4 : Le Vol (The Steal)                                                    | 14 février 2018            | 30 juin 2016               | Bibliothèque verte | —                  | Roman junior         | An -15                   | Cavan Scott |
| Aventures dans un monde rebelle 5 : L'Obscurité (The Dark)                                                | 28 mars 2018               | 30 juin 2016               | Bibliothèque verte | —                  | Roman junior         | An -15                   | Tom Huddleston |
| Aventures dans un monde rebelle 6 : Le Froid (The Cold)                                                   | 16 août 2018               | 9 mars 2017                | Bibliothèque verte | —                  | Roman junior         | An -15                   | Cavan Scott |
| Aventures dans un monde rebelle 7 : Le Sauvetage (The Rescue)                                             | 22 mai 2019                | 4 mai 2017                 | Bibliothèque verte | —                  | Roman junior         | An -15                   | Tom Huddleston |
| Les Seigneurs des Sith (Lords of the Sith)                                                                | 27 octobre 2016            | 28 avril 2015              | Pocket             | 137                | Roman                | An -14                   | Paul S. Kemp |
| Tarkin (Tarkin)                                                                                           | 25 août 2016               | 4 novembre 2014            | Pocket             | 136                | Roman                | An -14                   | James Luceno |
| Morts ou vifs (Most Wanted)                                                                               | 29 août 2019               | 25 mai 2018                | Pocket             | 172                | Roman jeune adulte   | An -14                   | Rae Carson |
| Soulèvement rebelle (Rebel Rising)                                                                        | 16 mai 2018                | 2 mai 2017                 | Pocket Jeunesse    | 3026               | Roman jeune adulte   | An -13                   | Beth Revis (en) |
| Solo: A Star Wars Story (Solo)                                                                            | 7 novembre 2019            | 4 septembre 2018           | Pocket             | 174                | Roman                | An -13 à -10             | Mur Lafferty |
| Solo: A Star Wars Story (Solo)                                                                            | 7 novembre 2019            | 11 septembre 2018          | Bibliothèque verte | —                  | Roman junior         | An -13 à -10             | Joe Schreiber |
| Jedi: Battle Scars (Jedi: Battle Scars)                                                                   | 25 avril 2024              | 7 mars 2023                | Pocket             | 202                | Roman                | An -12                   | Sam Maggs |
| Thrawn 1 : Thrawn (Thrawn)                                                                                | 22 février 2018            | 11 avril 2017              | Pocket             | 160                | Roman                | An -12                   | Timothy Zahn |
| Une nouvelle aube (A New Dawn)                                                                            | 23 février 2017            | 2 septembre 2014           | Pocket             | 139                | Roman                | An -11                   | John Jackson Miller |
| Étoiles perdues (Lost Stars)                                                                              | 3 décembre 2015            | 4 septembre 2015           | Pocket             | 184                | Roman jeune adulte   | An -11 à 5               | Claudia Gray |
| Star Wars Rebels 1 : Les Aventures d'Ezra (Ezra's Gamble)                                                 | 13 novembre 2014           | 5 août 2014                | Bibliothèque verte | —                  | Roman junior         | An -5                    | Ryder Windham (en) |
| Star Wars Rebels 2 : L'Étincelle rebelle (Rise of the Rebels)                                             | 13 novembre 2014           | 5 août 2014                | Bibliothèque verte | —                  | Roman junior         | An -5                    | Michael Kogge |
| Star Wars Rebels 3 : Le Pouvoir de la Force (Droids in Distress)                                          | 13 novembre 2014           | 18 novembre 2014           | Bibliothèque verte | —                  | Roman junior         | An -5                    | Michael Kogge |
| Star Wars Rebels 4 : Au service de l'Empire (Edge of the Galaxy)                                          | 13 novembre 2014           | 21 octobre 2014            | Bibliothèque verte | —                  | Roman junior         | An -5                    | Jason Fry |
| Star Wars Rebels 6 : Des Rebelles dans les rangs (Rebel in the Ranks)                                     | 22 avril 2015              | 3 mars 2015                | Bibliothèque verte | —                  | Roman junior         | An -5                    | Jason Fry |
| Star Wars Rebels: The Rebellion Begins                                                                    | —                          | 21 octobre 2014            | —                  | —                  | Roman junior         | An -5                    | Michael Kogge |
| Star Wars Rebels 5 : À l'épreuve du danger (Ezra's Duel with Danger)                                      | 25 mars 2015               | 17 mars 2015               | Bibliothèque verte | —                  | Roman junior         | An -4                    | Michael Kogge |
| Star Wars Rebels 7 : L'Ultime Combat (Battle to the End)                                                  | 24 juin 2015               | 4 juin 2015                | Bibliothèque verte | —                  | Roman junior         | An -4                    | Michael Kogge |
| Star Wars Rebels 8 : Justice impériale (Imperial Justice)                                                 | 15 juillet 2015            | 7 juillet 2015             | Bibliothèque verte | —                  | Roman junior         | An -4                    | Jason Fry |
| Star Wars Rebels 9 : L'Académie secrète (The Secret Academy)                                              | 21 octobre 2015            | 6 octobre 2015             | Bibliothèque verte | —                  | Roman junior         | An -4                    | Jason Fry |
| Star Wars Rebels 10 : Pris au piège —                                                                     | 9 mars 2016                | —                          | Bibliothèque verte | —                  | Roman junior         | An -4                    | Vanessa Rubio-Barreau |
| Star Wars Rebels 11 : Un nouvel allié —                                                                   | 13 avril 2016              | —                          | Bibliothèque verte | —                  | Roman junior         | An -4                    | Vanessa Rubio-Barreau |
| Star Wars Rebels 12 : Le Choix d'Ezra —                                                                   | 8 juin 2016                | —                          | Bibliothèque verte | —                  | Roman junior         | An -4                    | Vanessa Rubio-Barreau |
| Star Wars Rebels 13 : Une pilote hors pair —                                                              | 29 juin 2016               | —                          | Bibliothèque verte | —                  | Roman junior         | An -4                    | Vanessa Rubio-Barreau |
| Star Wars Rebels 14 : L'Avenir de la Force —                                                              | 28 septembre 2016          | —                          | Bibliothèque verte | —                  | Roman junior         | An -4                    | Vanessa Rubio-Barreau |
| Star Wars Rebels 15 : La Quête d'Ezra —                                                                   | 19 octobre 2016            | —                          | Bibliothèque verte | —                  | Roman junior         | An -4                    | Vanessa Rubio-Barreau |
| Star Wars Rebels 16 : Retour aux sources —                                                                | 30 novembre 2016           | —                          | Bibliothèque verte | —                  | Roman junior         | An -4                    | Vanessa Rubio-Barreau |
| Leia : Princesse d'Alderaan (Leia: Princess of Alderaan)                                                  | 25 février 2021            | 1er septembre 2017         | Pocket             | 177                | Roman jeune adulte   | An -3                    | Claudia Gray |
| Thrawn 2 : Alliances (Alliances)                                                                          | 27 juin 2019               | 24 juillet 2018            | Pocket             | 168                | Roman                | An -2                    | Timothy Zahn |
| Gardiens des Whills (Guardians of the Whills)                                                             | 16 novembre 2017           | 2 mai 2017                 | Pocket Jeunesse    | 3123               | Roman junior         | An -1                    | Greg Rucka |
| Thrawn 3 : Trahison (Treason)                                                                             | 26 novembre 2020           | 23 juillet 2019            | Pocket             | 175                | Roman                | An -1                    | Timothy Zahn |
| Rogue One: A Star Wars Story (Rogue One)                                                                  | 13 avril 2017              | 20 décembre 2016           | Pocket             | 158                | Roman                | An -1                    | Alexander Freed |
| Rogue One: A Star Wars Story (Rogue One)                                                                  | 12 avril 2017              | 28 mars 2017               | Bibliothèque verte | —                  | Roman junior         | An -1                    | Matt Forbeck (en) |
| Intégrale épisodes IV - V - VI (The Star Wars Saga)                                                       | 3 octobre 2015             | 1er octobre 1985           | Pocket             | 150                | Roman                | An 0 à 4                 | George Lucas (Alan Dean Foster) / Donald F. Glut / James Kahn |
| Épisode IV : Un nouvel espoir (A New Hope)                                                                | 1er juillet 1977           | 12 novembre 1976           | Fleuve noir        | 1                  | Roman                | An 0                     | George Lucas (Alan Dean Foster) |
| Épisode IV : Un nouvel espoir (A New Hope)                                                                | 9 septembre 2015           | 1er octobre 2004           | Bibliothèque verte | —                  | Roman junior         | An 0                     | Ryder Windham (en) |
| Épisode IV : La Princesse, le Vaurien et le Jeune Fermier (The Princess, the Scoundrel, and the Farm Boy) | 27 octobre 2015            | 22 septembre 2015          | Pocket Jeunesse    | 2771               | Roman junior         | An 0                     | Alexandra Bracken |
| La Cavale du contrebandier (Smuggler's Run)                                                               | 27 octobre 2015            | 4 septembre 2015           | Pocket Jeunesse    | 2807               | Roman junior         | An 0                     | Greg Rucka |
| L'Héritier des Jedi (Heir to the Jedi)                                                                    | 23 novembre 2017           | 3 mars 2015                | Pocket             | 145                | Roman                | An 0                     | Kevin Hearne |
| L'Arme du Jedi (The Weapon of a Jedi)                                                                     | 27 octobre 2015            | 4 septembre 2015           | Pocket Jeunesse    | 2808               | Roman junior         | An 0                     | Jason Fry |
| Battlefront 2 : L'Escouade Inferno (Inferno Squad)                                                        | 25 avril 2019              | 25 juillet 2017            | Pocket             | 166                | Roman                | An 0                     | Christie Golden |
| Battlefront 1 : Twilight Company (Twilight Company)                                                       | 28 juin 2018               | 3 novembre 2015            | Pocket             | 162                | Roman                | An 3                     | Alexander Freed |
| Épisode V : L'Empire contre-attaque (The Empire Strikes Back)                                             | 1er juillet 1980           | 1er mai 1980               | Fleuve noir        | 2                  | Roman                | An 3                     | Donald F. Glut |
| Épisode V : L'Empire contre-attaque (The Empire Strikes Back)                                             | 9 septembre 2015           | 1er octobre 2004           | Bibliothèque verte | —                  | Roman junior         | An 3                     | Ryder Windham (en) |
| Épisode V : Comme ça, tu veux être un Jedi ? (So you want to be a Jedi?)                                  | 5 novembre 2015            | 22 septembre 2015          | Pocket Jeunesse    | 2772               | Roman junior         | An 3                     | Adam Gidwitz |
| Cible mouvante (Moving Target)                                                                            | 5 novembre 2015            | 4 septembre 2015           | Pocket Jeunesse    | 2809               | Roman junior         | An 3                     | Cecil Castellucci (en) et Jason Fry |
| Épisode VI : Le Retour du Jedi (Return of the Jedi)                                                       | 1er août 1983              | 12 mai 1983                | Fleuve noir        | 3                  | Roman                | An 4                     | James Kahn |
| Épisode VI : Le Retour du Jedi (Return of the Jedi)                                                       | 9 septembre 2015           | 1er octobre 2004           | Bibliothèque verte | —                  | Roman junior         | An 4                     | Ryder Windham (en) |
| Épisode VI : Prends garde au pouvoir du Côté obscur ! (Beware the Power of the Dark Side!)                | 5 novembre 2015            | 22 septembre 2015          | Pocket Jeunesse    | 2773               | Roman junior         | An 4                     | Tom Angleberger (en) |
| La Princesse et le Vaurien (The Princess and the Scoundrel)                                               | 26 juin 2025               | 16 août 2022               | Pocket             | 211                | Roman                | An 4                     | Beth Revis (en) |
| L'Escadron Alphabet 1 : L'Escadron Alphabet (Alphabet Squadron)                                           | 27 février 2020            | 11 juin 2019               | Pocket             | 167                | Roman                | An 4                     | Alexander Freed |
| L'Escadron Alphabet 2 : Où l'ombre s'abat (Alphabet Squadron 2: Shadow Fall)                              | 12 août 2021               | 23 juin 2020               | Pocket             | 182                | Roman                | An 4                     | Alexander Freed |
| Riposte 1 : Riposte (Aftermath)                                                                           | 25 février 2016            | 4 septembre 2015           | Pocket             | 133                | Roman                | An 4                     | Chuck Wendig |
| Riposte 2 : Dette de vie (Life Debt)                                                                      | 31 octobre 2018            | 12 juillet 2016            | Pocket             | 156                | Roman                | An 4                     | Chuck Wendig |
| Riposte 3 : Chute de l'Empire (Empire's End)                                                              | 28 février 2019            | 21 février 2017            | Pocket             | 159                | Roman                | An 5                     | Chuck Wendig |
| L'Escadron Alphabet 3 : Le Prix de la victoire (Alphabet Squadron 3: Victory's Price)                     | 8 décembre 2022            | 2 mars 2021                | Pocket             | 191                | Roman                | An 5                     | Alexander Freed |
| Baroud d'honneur (Last Shot)                                                                              | 23 août 2018               | 17 avril 2018              | Pocket             | 163                | Roman                | An 7                     | Daniel José Older |
| Hunters: Battle for the Arena                                                                             | —                          | 7 mars 2023                | —                  | —                  | Roman junior         | An 8                     | Mark Oshiro |
| The Mandalorian 1 : L'Enfant (The Mandalorian 1/3)                                                        | 3 février 2021             | 5 janvier 2021             | Bibliothèque verte | —                  | Roman junior         | An 9                     | Joe Schreiber |
| The Mandalorian 2 : La Traque (The Mandalorian 2/3)                                                       | 3 mars 2021                | 5 janvier 2021             | Bibliothèque verte | —                  | Roman junior         | An 9                     | Joe Schreiber |
| The Mandalorian 3 : L'Affrontement (The Mandalorian 3/3)                                                  | 5 mai 2021                 | 5 janvier 2021             | Bibliothèque verte | —                  | Roman junior         | An 9                     | Joe Schreiber |
| The Mandalorian 4 : La Quête (The Mandalorian Season 2 1/3)                                               | 24 novembre 2021           | 4 janvier 2022             | Bibliothèque verte | —                  | Roman junior         | An 9                     | Joe Schreiber |
| The Mandalorian 5 : La Jedi (The Mandalorian Season 2 2/3)                                                | 2 février 2022             | 4 janvier 2022             | Bibliothèque verte | —                  | Roman junior         | An 9                     | Joe Schreiber |
| The Mandalorian 6 : Le Captif (The Mandalorian Season 2 3/3)                                              | 6 avril 2022               | 4 janvier 2022             | Bibliothèque verte | —                  | Roman junior         | An 9                     | Joe Schreiber |
| Le Livre de Boba Fett (The Book of Boba Fett)                                                             | 5 avril 2023               | 3 janvier 2023             | Bibliothèque verte | —                  | Roman junior         | An 9                     | Joe Schreiber |
| Poe Dameron : Chute libre (Poe Dameron: Free Fall)                                                        | 24 juin 2021               | 4 août 2020                | Pocket             | 180                | Roman                | An 18                    | Alex Segura |
| L'Ombre des Sith (Shadow of the Sith)                                                                     | 26 octobre 2023            | 28 juin 2022               | Pocket             | 197                | Roman                | An 21                    | Adam Christopher (en) |
| Liens du sang (Bloodline)                                                                                 | 13 juillet 2017            | 3 mai 2016                 | Pocket             | 142                | Roman                | An 28                    | Claudia Gray |
| The Perfect Weapon                                                                                        | —                          | 24 novembre 2015           | —                  | —                  | eBook                | An 33                    | Delilah S. Dawson |
| Phasma (Phasma)                                                                                           | 26 avril 2018              | 1er septembre 2017         | Pocket             | 157                | Roman                | An 33                    | Delilah S. Dawson |
| Avant le réveil (Before the Awakening)                                                                    | 18 août 2016               | 18 décembre 2015           | Pocket Jeunesse    | 2906               | Recueil de nouvelles | An 34                    | Greg Rucka |
| Le Collectionneur (Force Collector)                                                                       | 12 décembre 2019           | 19 novembre 2019           | Pocket             | 165                | Roman jeune adulte   | An 34                    | Kevin Shinick |
| Luke Skywalker : Légendes (The Legends of Luke Skywalker)                                                 | 13 décembre 2018           | 31 octobre 2017            | Pocket             | 161                | Roman                | An 34                    | Ken Liu |
| Épisode VII : Le Réveil de la Force (The Force Awakens)                                                   | 14 avril 2016              | 5 janvier 2016             | Pocket             | 141                | Roman                | An 34                    | Alan Dean Foster |
| Épisode VII : Le Réveil de la Force (The Force Awakens)                                                   | 6 avril 2016               | 16 février 2016            | Bibliothèque verte | —                  | Roman junior         | An 34                    | Michael Kogge |
| The Force Awakens: Rey's Story                                                                            | —                          | 16 février 2016            | —                  | —                  | Roman junior         | An 34                    | Elizabeth Schaefer |
| The Force Awakens: Finn's Story                                                                           | —                          | 13 septembre 2016          | —                  | —                  | Roman junior         | An 34                    | Jesse J. Holland (en) |
| Épisode VIII : Les Derniers Jedi (The Last Jedi)                                                          | 12 avril 2018              | 6 mars 2018                | Pocket             | 170                | Roman                | An 34                    | Jason Fry |
| Épisode VIII : Les Derniers Jedi (The Last Jedi)                                                          | 28 mars 2018               | 6 mars 2018                | Bibliothèque verte | —                  | Roman junior         | An 34                    | Michael Kogge |
| Cobalt Squadron                                                                                           | —                          | 15 décembre 2017           | —                  | —                  | Roman                | An 34                    | Elizabeth E. Wein (en) |
| Renaissance (Resistance Reborn)                                                                           | 27 août 2020               | 5 novembre 2019            | Pocket             | 173                | Roman                | An 34                    | Rebecca Roanhorse |
| Black Spire                                                                                               | —                          | 27 août 2019               | —                  | —                  | Roman                | An 35                    | Delilah S. Dawson |
| Épisode IX : L'Ascension de Skywalker (The Rise of Skywalker)                                             | 4 juin 2020                | 17 mars 2020               | Pocket             | 181                | Roman                | An 35                    | Rae Carson |
| Épisode IX : L'Ascension de Skywalker (The Rise of Skywalker)                                             | 10 juin 2020               | 21 avril 2020              | Bibliothèque verte | —                  | Roman junior         | An 35                    | Michael Kogge |
| A Crash of Fate                                                                                           | —                          | 6 août 2019                | —                  | —                  | Roman jeune adulte   | An 35                    | Zoraida Córdova (en) |
| Spark of the Resistance                                                                                   | —                          | 4 octobre 2019             | —                  | —                  | Roman junior         | An 35                    | Justina Ireland |

### UniversLégendes
| Titre                                                                                           | Date de parution française | Date de parution originale | Éditeur            | Numéro de parution | Type                 | Chronologie de Star Wars | Auteur                                           |
| ----------------------------------------------------------------------------------------------- | -------------------------- | -------------------------- | ------------------ | ------------------ | -------------------- | ------------------------ | ------------------------------------------------ |
| L'Aube des Jedi (Dawn of the Jedi: Into the Void)                                               | 26 février 2015            | 7 mai 2013                 | Pocket             | 129                | Roman                | An -25793                | Tim Lebbon                                       |
| An -5000 : Ancienne République                                                                  |                            |                            |                    |                    |                      |                          |                                                  |
| Lost Tribe of the Sith 1: Precipice                                                             | —                          | 28 mai 2009                | —                  | —                  | eBook                | An -5000                 | John Jackson Miller                              |
| Lost Tribe of the Sith 2: Skyborn                                                               | —                          | 21 juillet 2009            | —                  | —                  | eBook                | An -5000                 | John Jackson Miller                              |
| Lost Tribe of the Sith 3: Paragon                                                               | —                          | 10 février 2010            | —                  | —                  | eBook                | An -4985                 | John Jackson Miller                              |
| Lost Tribe of the Sith 4: Savior                                                                | —                          | 27 avril 2010              | —                  | —                  | eBook                | An -4975                 | John Jackson Miller                              |
| Lost Tribe of the Sith 5: Purgatory                                                             | —                          | 25 octobre 2010            | —                  | —                  | eBook                | An -3960                 | John Jackson Miller                              |
| Lost Tribe of the Sith 6: Sentinel                                                              | —                          | 21 février 2011            | —                  | —                  | eBook                | An -3960                 | John Jackson Miller                              |
| The Old Republic 3 : Revan (Revan)                                                              | 19 avril 2012              | 15 novembre 2011           | Pocket             | 112                | Roman                | An -3956 à -3951         | Drew Karpyshyn                                   |
| The Old Republic 2 : Complots (Deceived)                                                        | 8 décembre 2011            | 22 mars 2011               | Fleuve noir        | 110                | Roman                | An -3653                 | Paul S. Kemp                                     |
| Moisson rouge (Red Harvest)                                                                     | 23 juin 2016               | 28 décembre 2009           | Pocket             | 135                | Roman                | An -3645                 | Joe Schreiber                                    |
| The Old Republic 1 : Alliance fatale (Fatal Alliance)                                           | 23 juin 2011               | 20 juillet 2010            | Fleuve noir        | 107                | Roman                | An -3643                 | Sean Williams                                    |
| The Old Republic 4 : Annihilation (Annihilation)                                                | 14 août 2014               | 13 novembre 2012           | Pocket             | 126                | Roman                | An -3640                 | Drew Karpyshyn                                   |
| Lost Tribe of the Sith 7: Pantheon                                                              | —                          | 10 juillet 2011            | —                  | —                  | eBook                | An -3000                 | John Jackson Miller                              |
| Lost Tribe of the Sith 8: Secrets                                                               | —                          | 5 mars 2012                | —                  | —                  | eBook                | An -3000                 | John Jackson Miller                              |
| Lost Tribe of the Sith 9: Pandemonium                                                           | —                          | 24 juillet 2012            | —                  | —                  | eBook                | An -3000                 | John Jackson Miller                              |
| Knight Errant: Influx                                                                           | —                          | 19 octobre 2010            | —                  | —                  | eBook                | An -1032                 | John Jackson Miller                              |
| Chevalier errant (Knight Errant)                                                                | 4 juin 2020                | 25 janvier 2011            | Pocket             | 169                | Roman                | An -1032                 | John Jackson Miller                              |
| La Trilogie Dark Bane - Intégrale —                                                             | 9 novembre 2017            | —                          | Pocket             | 154                | Roman                | An -1020 à -980          | Drew Karpyshyn                                   |
| Dark Bane 1 : La Voie de la destruction (Path of Destruction)                                   | 18 février 2008            | 26 septembre 2006          | Fleuve noir        | 85                 | Roman                | An -1020                 | Drew Karpyshyn                                   |
| Dark Bane 2 : La Règle des deux (Rule of Two)                                                   | 26 février 2009            | 26 décembre 2007           | Fleuve noir        | 92                 | Roman                | An -1000 à -990          | Drew Karpyshyn                                   |
| Dark Bane 3 : La Dynastie du mal (Dynasty of Evil)                                              | 25 août 2011               | 8 décembre 2009            | Fleuve noir        | 108                | Roman                | An -980                  | Drew Karpyshyn                                   |
| An -980 : Émergence de l'Empire                                                                 |                            |                            |                    |                    |                      |                          |                                                  |
| Legacy of the Jedi                                                                              | —                          | 1er août 2003              | —                  | —                  | Roman junior         | An -89 à -22             | Jude Watson                                      |
| Dark Plagueis (Darth Plagueis)                                                                  | 18 octobre 2012            | 10 janvier 2012            | Pocket             | 115                | Roman                | An -67 à -22             | James Luceno                                     |
| La Biographie de Dark Maul (The Wrath of Darth Maul)                                            | 7 août 2013                | 1er janvier 2012           | Bibliothèque verte | —                  | Roman junior         | An -51 à -21             | Ryder Windham (en)                               |
| La Biographie d'Obi-Wan Kenobi (The Life and Legend of Obi-Wan Kenobi)                          | 22 août 2012               | 6 septembre 2008           | Bibliothèque verte | —                  | Roman junior         | An -44 à 9               | Ryder Windham (en)                               |
| Les Apprentis Jedi 1 : Premières Armes (The Rising Force)                                       | 21 février 2002            | 3 mai 1999                 | Pocket Jeunesse    | 768                | Roman junior         | An -44                   | Dave Wolverton                                   |
| Les Apprentis Jedi 2 : La Menace surgie du passé (The Dark Rival)                               | 5 février 2002             | 3 mai 1999                 | Pocket Jeunesse    | 791                | Roman junior         | An -44                   | Jude Watson                                      |
| Les Apprentis Jedi 3 : Les Voleurs de mémoire (The Hidden Past)                                 | 21 février 2002            | 1er août 1999              | Pocket Jeunesse    | 821                | Roman junior         | An -44                   | Jude Watson                                      |
| Les Apprentis Jedi 4 : La Marque royale (The Mark of the Crown)                                 | 6 juin 2002                | 1er octobre 1999           | Pocket Jeunesse    | 874                | Roman junior         | An -44                   | Jude Watson                                      |
| Les Apprentis Jedi 5 : Jedi contre Jedi (The Defenders of the Dead)                             | 22 août 2002               | 1er décembre 1999          | Pocket Jeunesse    | 875                | Roman junior         | An -44                   | Jude Watson                                      |
| Les Apprentis Jedi 6 : L’Heure du choix (The Uncertain Path)                                    | 17 octobre 2002            | 1er février 2000           | Pocket Jeunesse    | 883                | Roman junior         | An -44                   | Jude Watson                                      |
| Les Apprentis Jedi 7 : Le Temple assiégé (The Captive Temple)                                   | 20 février 2003            | 1er avril 2000             | Pocket Jeunesse    | 954                | Roman junior         | An -44                   | Jude Watson                                      |
| Les Apprentis Jedi 8 : Le Jour du jugement (The Day of reckoning)                               | 7 mai 2003                 | 1er juin 2000              | Pocket Jeunesse    | 1045               | Roman junior         | An -44                   | Jude Watson                                      |
| Les Apprentis Jedi 9 : Le Combat pour la vérité (The Fight for Truth)                           | 3 juillet 2003             | 1er août 2000              | Pocket Jeunesse    | 1046               | Roman junior         | An -43                   | Jude Watson                                      |
| Les Apprentis Jedi 10 : La Paix menacée (The Shattered Peace)                                   | 21 août 2003               | 1er octobre 2000           | Pocket Jeunesse    | 1047               | Roman junior         | An -43                   | Jude Watson                                      |
| Les Apprentis Jedi 11 : Chasseuse de primes (The Deadly Hunter)                                 | 20 novembre 2003           | 1er décembre 2000          | Pocket Jeunesse    | 1048               | Roman junior         | An -43                   | Jude Watson                                      |
| Les Apprentis Jedi 12 : Danger mortel (The Evil Experiment)                                     | 4 décembre 2003            | 1er février 2001           | Pocket Jeunesse    | 1049               | Roman junior         | An -43                   | Jude Watson                                      |
| Les Apprentis Jedi 13 : Périlleux Sauvetage (The Dangerous Rescue)                              | 6 février 2004             | 1er août 2001              | Pocket Jeunesse    | 1267               | Roman junior         | An -43                   | Jude Watson                                      |
| Les Apprentis Jedi, Édition Spéciale I : Trahisons (Deceptions)                                 | 24 septembre 2004          | 1er juillet 2001           | Pocket Jeunesse    | 1408               | Roman junior         | An -41 à -29             | Jude Watson                                      |
| Les Apprentis Jedi 14 : Les Liens les plus forts (The Ties That Bind)                           | 19 mai 2004                | 1er août 2001              | Pocket Jeunesse    | 1268               | Roman junior         | An -40                   | Jude Watson                                      |
| Les Apprentis Jedi 15 : La Fin de l'espoir (The Death of Hope)                                  | 1er juillet 2004           | 1er octobre 2001           | Pocket Jeunesse    | 1269               | Roman junior         | An -40                   | Jude Watson                                      |
| Les Apprentis Jedi 16 : Désir de vengeance (The Call to Vengeance)                              | 6 septembre 2004           | 1er décembre 2001          | Pocket Jeunesse    | 1351               | Roman junior         | An -40                   | Jude Watson                                      |
| Les Apprentis Jedi 17 : L'Unique Témoin (The Only Witness)                                      | 6 avril 2004               | 1er février 2002           | Pocket Jeunesse    | 1271               | Roman junior         | An -40                   | Jude Watson                                      |
| Secrets of the Jedi                                                                             | —                          | 1er mars 2005              | —                  | —                  | Roman junior         | An -40                   | Jude Watson                                      |
| Les Apprentis Jedi 18 : Les Erreurs du passé (The Threat Within)                                | 18 novembre 2004           | 1er mars 2002              | Pocket Jeunesse    | 1272               | Roman junior         | An -40                   | Jude Watson                                      |
| Les Apprentis Jedi, Édition Spéciale II : Les Disciples noirs (The Followers)                   | 21 avril 2005              | 1er avril 2002             | Pocket Jeunesse    | 1409               | Roman junior         | An -39 à -28             | Jude Watson                                      |
| La Biographie de Dark Vador (The Rise and Fall of Darth Vader)                                  | 29 février 2012            | 1er octobre 2007           | Bibliothèque verte | —                  | Roman junior         | An -39 à 4               | Jude Watson                                      |
| Entrave (Restraint)                                                                             | 9 février 2012             | 27 décembre 2011           | —                  | —                  | Nouvelle             | An -37                   | James Luceno                                     |
| Episode I Adventures 1: Search for the Lost Jedi                                                | —                          | 1er septembre 1999         | —                  | —                  | Roman junior         | An -33                   | Ryder Windham (en)                               |
| Episode I Adventures 2: The Bartokk Assassins                                                   | —                          | 1er octobre 1999           | —                  | —                  | Roman junior         | An -33                   | Ryder Windham (en)                               |
| Episode I Adventures 3: The Fury of Darth Maul                                                  | —                          | 1er novembre 1999          | —                  | —                  | Roman junior         | An -33                   | Ryder Windham (en)                               |
| Episode I Adventures 4: Jedi Emergency                                                          | —                          | 1er décembre 1999          | —                  | —                  | Roman junior         | An -33                   | Ryder Windham (en)                               |
| Episode I Adventures 5: The Ghostling Children                                                  | —                          | 1er janvier 2000           | —                  | —                  | Roman junior         | An -33                   | Dave Wolverton                                   |
| Episode I Adventures 6: The Hunt for Anakin Skywalker                                           | —                          | 1er février 2000           | —                  | —                  | Roman junior         | An -33                   | Dave Wolverton                                   |
| Episode I Adventures 7: Capture Arawynne                                                        | —                          | 1er mars 2000              | —                  | —                  | Roman junior         | An -33                   | Dave Wolverton                                   |
| Episode I Adventures 8: Trouble on Tatooine                                                     | —                          | 1er avril 2000             | —                  | —                  | Roman junior         | An -33                   | Ryder Windham (en)                               |
| Episode I Adventures 9: Rescue in the Core                                                      | —                          | 1er mai 2000               | —                  | —                  | Roman junior         | An -33                   | Ryder Windham (en)                               |
| Episode I Adventures 10: Festival of Warriors                                                   | —                          | 1er juin 2000              | —                  | —                  | Roman junior         | An -33                   | Ryder Windham (en)                               |
| Episode I Adventures 11: Pirates from Beyond the Sea                                            | —                          | 1er juillet 2000           | —                  | —                  | Roman junior         | An -33                   | Ryder Windham (en)                               |
| Episode I Adventures 12: The Bongo Rally                                                        | —                          | 1er août 2000              | —                  | —                  | Roman junior         | An -33                   | Ryder Windham (en)                               |
| Episode I Adventures 13: Danger on Naboo                                                        | —                          | 1er septembre 2000         | —                  | —                  | Roman junior         | An -33                   | A. L. Singer                                     |
| Episode I Adventures 14: Podrace to Freedom                                                     | —                          | 1er octobre 2000           | —                  | —                  | Roman junior         | An -33                   | A. L. Singer                                     |
| Episode I Adventures 15: The Final Battle                                                       | —                          | 1er novembre 2000          | —                  | —                  | Roman junior         | An -33                   | A. L. Singer                                     |
| Vent de trahison (Cloak of Deception)                                                           | 3 janvier 2002             | 29 mai 2001                | Fleuve noir        | 52                 | Roman                | An -33                   | James Luceno                                     |
| Dark Maul : L'Ombre du chasseur (Darth Maul: Shadow Hunter)                                     | 20 septembre 2001          | 30 janvier 2001            | Pocket             | 51                 | Roman                | An -33                   | Michael Reaves                                   |
| Dark Maul : Saboteur (Darth Maul: Saboteur)                                                     | 9 février 2012             | 15 février 2001            | —                  | —                  | Nouvelle             | An -33                   | James Luceno                                     |
| The Starfighter Trap                                                                            | —                          | 1er septembre 2000         | —                  | —                  | eBook                | An -33                   | Steve Miller (en)                                |
| Maul : Prisonnier (Maul: Lockdown)                                                              | 8 octobre 2015             | 28 janvier 2014            | Pocket             | 132                | Roman                | An -33                   | Joe Schreiber                                    |
| Fin de partie (End Game)                                                                        | 9 février 2012             | 31 janvier 2012            | —                  | —                  | Nouvelle             | An -32                   | James Luceno                                     |
| The Queen's Amulet                                                                              | —                          | 1er août 1999              | —                  | —                  | Roman junior         | An -32                   | Julianne Balmain                                 |
| Star Wars, épisode I : Journal 1 : Anakin Skywalker (Anakin Skywalker)                          | 23 août 1999               | 1er juin 1999              | Pocket Jeunesse    | 521                | Roman junior         | An -32                   | Todd Strasser                                    |
| Star Wars, épisode I : Journal 2 : Amidala (Queen Amidala)                                      | 23 août 1999               | 1er juin 1999              | Pocket Jeunesse    | 520                | Roman junior         | An -32                   | Jude Watson                                      |
| Episode 1 Journal 3: Darth Maul                                                                 | —                          | 1er mars 2000              | —                  | —                  | Roman junior         | An -32                   | Jude Watson                                      |
| Planète rebelle (Rogue Planet)                                                                  | 5 octobre 2000             | 2 mai 2000                 | Fleuve noir        | 43                 | Roman                | An -29                   | Greg Bear                                        |
| Jedi Quest 0: Path to Truth                                                                     | —                          | 19 octobre 2001            | —                  | —                  | Roman junior         | An -28                   | Jude Watson                                      |
| Jedi Quest 1: The Way of the Apprentice                                                         | —                          | 23 avril 2002              | —                  | —                  | Roman junior         | An -27                   | Jude Watson                                      |
| Jedi Quest 2: The Trail of the Jedi                                                             | —                          | 23 avril 2002              | —                  | —                  | Roman junior         | An -27                   | Jude Watson                                      |
| Jedi Quest 3: The Dangerous Games                                                               | —                          | 1er août 2002              | —                  | —                  | Roman junior         | An -27                   | Jude Watson                                      |
| Vol vers l'infini (Outbound Flight)                                                             | 23 novembre 2007           | 31 janvier 2006            | Fleuve noir        | 84                 | Roman                | An -27                   | Timothy Zahn                                     |
| Jedi Quest 4: The Master of Disguise                                                            | —                          | 25 février 2002            | —                  | —                  | Roman junior         | An -26                   | Jude Watson                                      |
| Jedi Quest 5: The School of Fear                                                                | —                          | 6 juin 2003                | —                  | —                  | Roman junior         | An -25                   | Jude Watson                                      |
| Jedi Quest 6: The Shadow Trap                                                                   | —                          | 23 juillet 2003            | —                  | —                  | Roman junior         | An -25                   | Jude Watson                                      |
| Jedi Quest 7: The Moment of Truth                                                               | —                          | 1er décembre 2003          | —                  | —                  | Roman junior         | An -24                   | Jude Watson                                      |
| Jedi Quest 8: The Changing of the Guard                                                         | —                          | 1er février 2004           | —                  | —                  | Roman junior         | An -24                   | Jude Watson                                      |
| Jedi Quest 9: The False Peace                                                                   | —                          | 15 juillet 2004            | —                  | —                  | Roman junior         | An -23                   | Jude Watson                                      |
| Jedi Quest 10: The Final Showdown                                                               | —                          | 30 novembre 2004           | —                  | —                  | Roman junior         | An -23                   | Jude Watson                                      |
| Adventures 1: Hunt the Sun Runner                                                               | —                          | 1er octobre 2002           | —                  | —                  | Roman junior         | An -23                   | Ryder Windham (en)                               |
| Adventures 2: The Cavern of Screaming Skulls                                                    | —                          | 1er novembre 2002          | —                  | —                  | Roman junior         | An -23                   | Ryder Windham (en)                               |
| Adventures 3: The Hostage Princess                                                              | —                          | 1er décembre 2002          | —                  | —                  | Roman junior         | An -23                   | Ryder Windham (en)                               |
| Adventures 4: Jango Fett vs. the Razor Eaters                                                   | —                          | 1er janvier 2003           | —                  | —                  | Roman junior         | An -23                   | Ryder Windham (en)                               |
| Adventures 5: The Shape-Shifter Strikes                                                         | —                          | 1er février 2003           | —                  | —                  | Roman junior         | An -23                   | Ryder Windham (en)                               |
| Adventures 6: The Warlords of Balmorra                                                          | —                          | 1er mars 2003              | —                  | —                  | Roman junior         | An -23                   | Ryder Windham (en)                               |
| Tempête intergalactique (The Approaching Storm)                                                 | 12 novembre 2007           | 29 janvier 2002            | Fleuve noir        | 83                 | Roman                | An -23                   | Alan Dean Foster                                 |
| Republic Commando 1 : Contact zéro (Hard Contact)                                               | 12 janvier 2006            | 26 octobre 2004            | Fleuve noir        | 73                 | Roman                | An -22                   | Karen Traviss                                    |
| Republic Commando: Omega Squad: Targets                                                         | —                          | 1er mars 2005              | —                  | —                  | Nouvelle             | An -22                   | Karen Traviss                                    |
| Equipment                                                                                       | —                          | 1er juillet 2003           | —                  | —                  | eBook                | An -22                   | Matthew Stover                                   |
| Boba Fett 1 : Apprenti Mercenaire (The Fight to Survive)                                        | 2 mai 2002                 | 1er mai 2002               | Pocket Jeunesse    | 826                | Roman junior         | An -22                   | Terry Bisson                                     |
| Boba Fett 2: Crossfire                                                                          | —                          | 1er novembre 2002          | —                  | —                  | Roman junior         | An -22                   | Terry Bisson                                     |
| Boba Fett 3: Maze of Deception                                                                  | —                          | 1er avril 2003             | —                  | —                  | Roman junior         | An -22                   | Elizabeth Hand                                   |
| Boba Fett 4: Hunted                                                                             | —                          | 1er octobre 2003           | —                  | —                  | Roman junior         | An -22                   | Elizabeth Hand                                   |
| The Clone Wars 1 : The Clone Wars (The Clone Wars)                                              | 27 novembre 2008           | 26 juillet 2008            | Fleuve noir        | 90                 | Roman                | An -22                   | Karen Traviss                                    |
| The Clone Wars 2 : En territoire inconnu (Wild Space)                                           | 23 avril 2009              | 9 décembre 2008            | Fleuve noir        | 93                 | Roman                | An -22                   | Karen Miller                                     |
| The Clone Wars 3 : Pas de prisonniers (No Prisonners)                                           | 29 août 2009               | 19 mai 2009                | Fleuve noir        | 96                 | Roman                | An -22                   | Karen Traviss                                    |
| The Clone Wars 4 : Gambit : Infiltré (Gambit: Stealth)                                          | 29 avril 2010              | 23 février 2010            | Fleuve noir        | 100                | Roman                | An -22                   | Karen Miller                                     |
| The Clone Wars 5 : Gambit : Siège (Gambit: Siege)                                               | 28 octobre 2010            | 6 juillet 2010             | Fleuve noir        | 103                | Roman                | An -22                   | Karen Miller                                     |
| La Guerre des clones 1 : Point de rupture (Shatterpoint)                                        | 10 février 2004            | 3 juin 2003                | Fleuve noir        | 70                 | Roman                | An -22                   | Matthew Stover                                   |
| Aventures sur mesure : The Clone Wars 2 : La Bataille de Teth (Tethan Battle Adventure)         | 18 mai 2011                | 2 juillet 2009             | Bibliothèque verte | —                  | Roman junior         | An -22                   | Sue Behrent                                      |
| Aventures sur mesure : The Clone Wars 4 : L'Armée secrète de Dooku (Dooku's Secret Army)        | 5 septembre 2012           | 28 janvier 2010            | Bibliothèque verte | —                  | Roman junior         | An -22                   | Sue Behrent                                      |
| The Clone Wars: Decide Your Destiny 5: Crisis on Coruscant                                      | —                          | 28 janvier 2010            | —                  | —                  | Roman junior         | An -22                   | Jonathan Green (en)                              |
| Aventures sur mesure : The Clone Wars 1 : La Voie du Jedi (The Way of the Jedi)                 | 19 janvier 2011            | 2 octobre 2008             | Bibliothèque verte | —                  | Roman junior         | An -21                   | Jake T. Ford                                     |
| Aventures sur mesure : The Clone Wars 3 : Mission spéciale (The Lost Legion)                    | 2 mai 2012                 | 23 juillet 2009            | Bibliothèque verte | —                  | Roman junior         | An -21                   | Tracey West (en)                                 |
| Republic Commando 2 : Triple Zéro (Triple Zero)                                                 | 10 août 2007               | 28 février 2006            | Fleuve noir        | 82                 | Roman                | An -21                   | Karen Traviss                                    |
| Republic Commando: Odds                                                                         | —                          | 1er avril 2006             | —                  | —                  | Roman illustré       | An -21                   | Karen Traviss                                    |
| La Guerre des clones 2 : Tempête sur Cestus (The Cestus Deception)                              | 17 février 2005            | 1er juin 2004              | Presses de la Cité | —                  | Roman                | An -21                   | Steven Barnes                                    |
| Clone Wars 2,5: The Hive                                                                        | —                          | 27 avril 2004              | —                  | —                  | eBook                | An -21                   | Steven Barnes                                    |
| Republic Commando 3 : True Colors (True Colors)                                                 | 26 juin 2008               | 30 octobre 2007            | Fleuve noir        | 87                 | Roman                | An -20                   | Karen Traviss                                    |
| La Guerre des clones 3 : Medstar I : Chirurgiens de l'espace (Battle Surgeons)                  | 27 octobre 2005            | 29 juin 2004               | Fleuve noir        | 71                 | Roman                | An -20                   | Michael Reaves et Steve Perry                    |
| La Guerre des clones 4 : Medstar II : Guérisseuse Jedi (Jedi Healer)                            | 1er décembre 2005          | 28 septembre 2004          | Fleuve noir        | 72                 | Roman                | An -20                   | Michael Reaves et Steve Perry                    |
| La Guerre des clones 5 : L'Épreuve du Jedi (Jedi Trial)                                         | 27 avril 2006              | 26 octobre 2004            | Fleuve noir        | 74                 | Roman                | An -20                   | David Sherman et Dan Cragg                       |
| La Guerre des clones 6 : Yoda : Sombre Rencontre (Yoda: Dark Rendezvous)                        | 20 juillet 2006            | 23 novembre 2004           | Fleuve noir        | 80                 | Roman                | An -20                   | Sean Stewart                                     |
| Boba Fett 5: A New Threat                                                                       | —                          | 1er avril 2004             | —                  | —                  | Roman junior         | An -20                   | Elizabeth Hand                                   |
| Boba Fett 6: Pursuit                                                                            | —                          | 1er décembre 2004          | —                  | —                  | Roman junior         | An -20                   | Elizabeth Hand                                   |
| Republic Commando 4 : Ordre 66 (Order 66)                                                       | 24 juin 2010               | 16 septembre 2008          | Fleuve noir        | 101                | Roman                | An -19                   | Karen Traviss                                    |
| Le Labyrinthe du mal (Labyrinth of Evil)                                                        | 29 juin 2007               | 25 janvier 2005            | Fleuve noir        | 81                 | Roman                | An -19                   | James Luceno                                     |
| Kenobi (Kenobi)                                                                                 | 20 août 2015               | 27 août 2013               | Pocket             | 131                | Roman                | An -19                   | John Jackson Miller                              |
| Dark Lord : L'Ascension de Dark Vador (Dark Lord: the Rise of Dark Vader)                       | 28 juin 2007               | 22 novembre 2005           | Fleuve noir        | 79                 | Roman                | An -19                   | James Luceno                                     |
| Les Nuits de Coruscant 1 : Crépuscule Jedi (Jedi Twilight)                                      | 9 février 2012             | 24 juin 2008               | Pocket             | 111                | Roman                | An -19                   | Michael Reaves                                   |
| Les Nuits de Coruscant 2 : Rue des ombres (Street of Shadows)                                   | 28 juin 2012               | 26 août 2008               | Pocket             | 113                | Roman                | An -19                   | Michael Reaves                                   |
| The Last of the Jedi 0: The Last One Standing                                                   | —                          | 1er mai 2006               | —                  | —                  | eBook                | An -19                   | Jude Watson                                      |
| The Last of the Jedi 1: The Desperate Mission                                                   | —                          | 1er mai 2005               | —                  | —                  | Roman junior         | An -19                   | Jude Watson                                      |
| The Last of the Jedi 2: Dark Warning                                                            | —                          | 1er septembre 2005         | —                  | —                  | Roman junior         | An -19                   | Jude Watson                                      |
| The Last of the Jedi 3: Underworld                                                              | —                          | 1er décembre 2005          | —                  | —                  | Roman junior         | An -19                   | Jude Watson                                      |
| The Last of the Jedi 4: Death on Naboo                                                          | —                          | 1er avril 2006             | —                  | —                  | Roman junior         | An -19                   | Jude Watson                                      |
| The Last of the Jedi 5: A Tangled Web                                                           | —                          | 1er août 2006              | —                  | —                  | Roman junior         | An -19                   | Jude Watson                                      |
| The Last of the Jedi 6: Return of the Dark Side                                                 | —                          | 1er décembre 2006          | —                  | —                  | Roman junior         | An -19                   | Jude Watson                                      |
| The Last of the Jedi 7: Secret Weapon                                                           | —                          | 1er avril 2007             | —                  | —                  | Roman junior         | An -19                   | Jude Watson                                      |
| An -18 : Empire                                                                                 |                            |                            |                    |                    |                      |                          |                                                  |
| The Last of the Jedi 8: Against The Empire                                                      | —                          | 1er août 2007              | —                  | —                  | Roman junior         | An -18                   | Jude Watson                                      |
| The Last of the Jedi 9: Master of Deception                                                     | —                          | 1er février 2008           | —                  | —                  | Roman junior         | An -18                   | Jude Watson                                      |
| The Last of the Jedi 10: Reckoning                                                              | —                          | 1er juin 2008              | —                  | —                  | Roman junior         | An -18                   | Jude Watson                                      |
| Les Nuits de Coruscant 3 : Modèles de Force (Patterns of Force)                                 | 16 août 2012               | 27 janvier 2009            | Pocket             | 114                | Roman                | An -18                   | Michael Reaves                                   |
| Les Nuits de Coruscant 4 : Le Dernier Jedi (The Last Jedi)                                      | 23 octobre 2014            | 26 février 2013            | Pocket             | 127                | Roman                | An -18                   | Michael Reaves et Maya Kaathryn Bohnhoff (en)    |
| Commando impérial 1 : La 501e (501st)                                                           | 27 octobre 2011            | 27 octobre 2009            | Fleuve noir        | 109                | Roman                | An -18                   | Karen Traviss                                    |
| La Biographie de Luke Skywalker (The Life of Luke Skywalker)                                    | 25 janvier 2012            | 1er septembre 2009         | Bibliothèque verte | —                  | Roman junior         | An -15 à -4              | Ryder Windham (en)                               |
| Tales of the Bounty Hunters                                                                     | —                          | 1er novembre 1996          | —                  | —                  | Recueil de nouvelles | An -15 à 19              | Kevin J. Anderson                                |
| La Trilogie Yan Solo - Intégrale (The Han Solo Trilogy)                                         | 24 novembre 2016           | 1er octobre 1998           | Pocket             | 153                | Roman                | An -10 à -1              | Ann C. Crispin                                   |
| La Trilogie Yan Solo 1 : Le Coup du paradis (The Paradise Snare)                                | 27 avril 2000              | 5 mai 1997                 | Fleuve noir        | 31                 | Roman                | An -10                   | Ann C. Crispin                                   |
| La Trilogie Yan Solo 2 : Le Gambit du Hutt (The Hutt Gambit)                                    | 25 mai 2000                | 11 août 1997               | Fleuve noir        | 32                 | Roman                | An -8 à -7               | Ann C. Crispin                                   |
| La Trilogie Yan Solo 3 : L'Aube de la rébellion (Rebel Dawn)                                    | 29 juin 2000               | 9 mars 1998                | Fleuve noir        | 34                 | Roman                | An -7 à -1               | Ann C. Crispin                                   |
| The Adventures of Lando Calrissian 1: Lando Calrissian and the Mindharp of Sharu                | —                          | 12 juin 1983               | —                  | —                  | Roman                | An -6                    | L. Neil Smith (en)                               |
| The Adventures of Lando Calrissian 2: Lando Calrissian and the Flamewind of Oseon               | —                          | 12 septembre 1983          | —                  | —                  | Roman                | An -6                    | L. Neil Smith (en)                               |
| The Adventures of Lando Calrissian 3: Lando Calrissian and the Starcave of ThonBoka             | —                          | 12 novembre 1983           | —                  | —                  | Roman                | An -6                    | L. Neil Smith (en)                               |
| Tales from the Empire                                                                           | —                          | 3 novembre 1997            | —                  | —                  | Recueil de nouvelles | An -5 à 10               | Peter Schweighoffer                              |
| Tales from the Mos Eisley Cantina                                                               | —                          | 1er juillet 1995           | —                  | —                  | Recueil de nouvelles | An -4 à 4                | Kevin J. Anderson                                |
| Le Pouvoir de la Force (The Force Unleashed)                                                    | 28 mai 2009                | 19 août 2008               | Fleuve noir        | 94                 | Roman                | An -3                    | Sean Williams                                    |
| Shadow Games                                                                                    | —                          | 29 novembre 2011           | —                  | —                  | Roman                | An -2                    | Michael Reaves et Maya Kaathryn Bohnhoff (en)    |
| Le Pouvoir de la Force II (The Force Unleashed II)                                              | 24 février 2011            | 5 octobre 2010             | Fleuve noir        | 105                | Roman                | An -1                    | Sean Williams                                    |
| Les Aventures de Yan Solo 1 : Yan Solo au bagne des étoiles (Han Solo at Stars' End)            | 24 février 2005            | 12 septembre 1979          | Fleuve noir        | 66                 | Roman                | An -1                    | Brian C. Daley                                   |
| Les Aventures de Yan Solo 2 : La Revanche de Yan Solo (Han Solo's Revenge)                      | 28 avril 2005              | 12 octobre 1979            | Fleuve noir        | 67                 | Roman                | An -1                    | Brian C. Daley                                   |
| Les Aventures de Yan Solo 3 : Yan Solo et le Trésor de Xim (Han Solo and the Lost Legacy)       | 15 juillet 2005            | 12 août 1980               | Fleuve noir        | 69                 | Roman                | An -1                    | Brian C. Daley                                   |
| Death Troopers (Death Troopers)                                                                 | 28 avril 2016              | 13 octobre 2009            | Pocket             | 134                | Roman                | An -1                    | Joe Schreiber                                    |
| Dark Forces 1: Soldier For The Empire                                                           | —                          | 14 avril 1997              | —                  | —                  | Roman illustré       | An -1                    | William C. Dietz                                 |
| L'Étoile noire (Death Star)                                                                     | 23 octobre 2008            | 16 octobre 2007            | Fleuve noir        | 89                 | Roman                | An 0                     | Michael Reaves et Steve Perry                    |
| Force rebelle 1 : La Cible (Target)                                                             | 4 février 2016             | 1er janvier 2009           | Pocket Jeunesse    | 2815               | Roman junior         | An 0                     | Alex Wheeler                                     |
| Force rebelle 2 : Otage (Hostage)                                                               | 7 avril 2016               | 1er janvier 2009           | Pocket Jeunesse    | 2816               | Roman junior         | An 0                     | Alex Wheeler                                     |
| Force rebelle 3 : Renégat (Renegade)                                                            | 16 juin 2016               | 1er mai 2009               | Pocket Jeunesse    | 2871               | Roman junior         | An 0                     | Alex Wheeler                                     |
| Force rebelle 4 : Affrontement (Firefight)                                                      | 15 septembre 2016          | 1er septembre 2009         | Pocket Jeunesse    | 2894               | Roman junior         | An 0                     | Alex Wheeler                                     |
| Force rebelle 5 : Piégé (Trapped)                                                               | 17 novembre 2016           | 1er janvier 2010           | Pocket Jeunesse    | 2908               | Roman junior         | An 0                     | Alex Wheeler                                     |
| Allégeance (Allegiance)                                                                         | 22 novembre 2007           | 30 janvier 2007            | Fleuve noir        | 86                 | Roman                | An 0                     | Timothy Zahn                                     |
| Choix décisifs (Choices of One)                                                                 | 6 décembre 2012            | 19 juillet 2011            | Pocket             | 116                | Roman                | An 0                     | Timothy Zahn                                     |
| Vauriens (Scoundrels)                                                                           | 4 décembre 2014            | 1er janvier 2013           | Pocket             | 128                | Roman                | An 0                     | Timothy Zahn                                     |
| Galaxie de la peur 1 : Dévorés vivants (Eaten Alive)                                            | 14 avril 1999              | 1er février 1997           | Pocket Jeunesse    | 474                | Roman junior         | An 0                     | John Whitman (en)                                |
| Galaxie de la peur 2 : La Cité des morts (City of the Dead)                                     | 14 avril 1999              | 1er février 1997           | Pocket Jeunesse    | 475                | Roman junior         | An 0                     | John Whitman (en)                                |
| Galaxie de la peur 3 : Fléau planétaire (Planet Plague)                                         | 14 avril 1999              | 1er avril 1997             | Pocket Jeunesse    | 476                | Roman junior         | An 0                     | John Whitman (en)                                |
| Galaxie de la peur 4 : La Machine à cauchemars (The Nightmare Machine)                          | 16 juin 1999               | 9 mai 1997                 | Pocket Jeunesse    | 495                | Roman junior         | An 0                     | John Whitman (en)                                |
| Galaxie de la peur 5 : Le Fantôme du Jedi (Ghost of the Jedi)                                   | 25 août 1999               | 7 juillet 1997             | Pocket Jeunesse    | 515                | Roman junior         | An 0                     | John Whitman (en)                                |
| Galaxie de la peur 6 : Armée de terreur (Army of Terror)                                        | 3 novembre 1999            | 1er décembre 1997          | Pocket Jeunesse    | 543                | Roman junior         | An 0                     | John Whitman (en)                                |
| Galaxie de la peur 7 : Les Araignées du mal (The Brain Spiders)                                 | 17 février 2000            | 10 novembre 1997           | Pocket Jeunesse    | 565                | Roman junior         | An 0                     | John Whitman (en)                                |
| Galaxie de la peur 8 : L'Essaim (The Swarm)                                                     | 20 avril 2000              | 28 février 1998            | Pocket Jeunesse    | 581                | Roman junior         | An 0                     | John Whitman (en)                                |
| Galaxie de la peur 9 : Le Monstre caché (Spore)                                                 | 22 juin 2000               | 1er mars 1998              | Pocket Jeunesse    | 596                | Roman junior         | An 0                     | John Whitman (en)                                |
| Galaxie de la peur 10 : Le Vaisseau de l'enfer (The Doomsday Ship)                              | 6 juillet 2000             | 11 mai 1998                | Pocket Jeunesse    | 601                | Roman junior         | An 0                     | John Whitman (en)                                |
| Galaxie de la peur 11 : Les Doubles maléfiques (Clones)                                         | 8 septembre 2000           | 1er juillet 1998           | Pocket Jeunesse    | 612                | Roman junior         | An 0                     | John Whitman (en)                                |
| Galaxie de la peur 12 : Les Survivants (The Hunger)                                             | 19 juillet 2001            | 8 septembre 1998           | Pocket Jeunesse    | 641                | Roman junior         | An 0                     | John Whitman (en)                                |
| Tales from Jabba's Palace                                                                       | —                          | 1er décembre 1995          | —                  | —                  | Recueil de nouvelles | An 0 à 4                 | Kevin J. Anderson                                |
| Force rebelle 6 : Soulèvement (Uprising)                                                        | 19 janvier 2017            | 1er mai 2010               | Pocket Jeunesse    | 2909               | Roman junior         | An 1                     | Alex Wheeler                                     |
| Star Wars Galaxies: The Ruins of Dantooine                                                      | —                          | 30 décembre 2003           | —                  | —                  | Roman                | An 1                     | Voronica Whitney-Robinson et Haden Blackman (en) |
| Splinter of the Mind's Eye                                                                      | —                          | 1er mars 1978              | —                  | —                  | Roman                | An 2                     | Alan Dean Foster                                 |
| Empire and Rebellion 1: Razor's Edge                                                            | —                          | 24 septembre 2013          | —                  | —                  | Roman                | An 2                     | Martha Wells                                     |
| Empire and Rebellion 2: Honor Among Thieves                                                     | —                          | 4 mars 2014                | —                  | —                  | Roman                | An 2                     | James S. A. Corey                                |
| Winner Lose All: A Lando Calrissian Tale                                                        | —                          | 10 décembre 2012           | —                  | —                  | eBook                | An 2                     | Timothy Zahn                                     |
| Les Ombres de l'Empire (Shadows of the Empire)                                                  | 31 janvier 1997            | 1er avril 1996             | Fleuve noir        | 11                 | Roman                | An 3                     | Steve Perry                                      |
| Les Ombres de l'Empire (Shadows of the Empire)                                                  | 9 septembre 1999           | 1er octobre 1996           | Pocket Jeunesse    | 271                | Roman junior         | An 3                     | Christopher Golden                               |
| Tales from The New Republic                                                                     | —                          | 1er décembre 1999          | —                  | —                  | Recueil de nouvelles | An 4                     | Peter Schweighoffer et Craig Carey               |
| La Guerre des chasseurs de primes 1 : L'Armure mandalorienne (The Mandalorian Armor)            | 16 mai 2000                | 1er juin 1998              | Fleuve noir        | 36                 | Roman                | An 4                     | K. W. Jeter                                      |
| La Guerre des chasseurs de primes 2 : Le Vaisseau Esclave (Slave Ship)                          | 27 octobre 2000            | 6 octobre 1998             | Fleuve noir        | 37                 | Roman                | An 4                     | K. W. Jeter                                      |
| La Guerre des chasseurs de primes 3 : Une encombrante cargaison (Hard Merchandise)              | 9 novembre 2000            | 6 juillet 1999             | Fleuve noir        | 38                 | Roman                | An 4                     | K. W. Jeter                                      |
| An 5 : Nouvelle République                                                                      |                            |                            |                    |                    |                      |                          |                                                  |
| Trêve à Bakura (The Truce at Bakura)                                                            | 26 mars 1995               | 1er novembre 1993          | Fleuve noir        | 15                 | Roman                | An 5                     | Kathy Tyers                                      |
| Luke Skywalker et l'Ombre de Mindor (Luke Skywalker and the Shadows of Mindor)                  | 5 octobre 2017             | 30 décembre 2008           | Pocket             | 143                | Roman                | An 5                     | Matthew Stover                                   |
| La Saga du Prince Ken 1 : Le Gant de Dark Vador (The Glove of Darth Vader)                      | 1er janvier 1994           | 1er juin 1992              | Pocket Jeunesse    | 27                 | Roman junior         | An 5                     | Paul Davids (en) et Hollace Davids               |
| La Saga du Prince Ken 2 : La Cité perdue des Jedi (The Lost City of the Jedi)                   | 1er octobre 1994           | 1er juin 1992              | Pocket Jeunesse    | 75                 | Roman junior         | An 5                     | Paul Davids (en) et Hollace Davids               |
| La Saga du Prince Ken 3 : La Vengeance de Zorba le Hutt (Zorba the Hutt's Revenge)              | 14 avril 1995              | 1er juillet 1992           | Pocket Jeunesse    | 126                | Roman junior         | An 5                     | Paul Davids (en) et Hollace Davids               |
| La Saga du Prince Ken 4 : Le Prophète suprême du côté obscur (Mission from Mount Yoda)          | 1er octobre 1995           | 1er janvier 1993           | Pocket Jeunesse    | 165                | Roman junior         | An 5                     | Paul Davids (en) et Hollace Davids               |
| La Saga du Prince Ken 5 : La Reine de l'Empire (Queen of the Empire)                            | 1er juin 1996              | 1er mars 1993              | Pocket Jeunesse    | 235                | Roman junior         | An 5                     | Paul Davids (en) et Hollace Davids               |
| La Saga du Prince Ken 6 : Le Destin du Prince Jedi (Prophets of the Dark Side)                  | 1er novembre 1996          | 1er mai 1993               | Pocket Jeunesse    | 263                | Roman junior         | An 5                     | Paul Davids (en) et Hollace Davids               |
| Dark Forces 2: Rebel Agent                                                                      | —                          | 13 avril 1998              | —                  | —                  | Roman illustré       | An 5                     | William C. Dietz                                 |
| Dark Forces 3: Jedi Knight                                                                      | —                          | 31 octobre 1998            | —                  | —                  | Roman illustré       | An 5                     | William C. Dietz                                 |
| Les X-Wings 1 : L'Escadron Rogue (Rogue Squadron)                                               | 21 avril 1999              | 1er janvier 1996           | Fleuve noir        | 7                  | Roman                | An 6                     | Michael A. Stackpole                             |
| Les X-Wings 2 : Le Jeu de la mort (Wedge's Gamble)                                              | 21 avril 1999              | 2 mai 1996                 | Fleuve noir        | 8                  | Roman                | An 6                     | Michael A. Stackpole                             |
| Les X-Wings : Intégrale 1 —                                                                     | 11 janvier 2024            | —                          | Pocket             | 199                | Roman                | An 6                     | Michael A. Stackpole                             |
| Les X-Wings 3 : Un piège nommé Krytos (The Krytos Trap)                                         | 26 mai 1999                | 1er septembre 1996         | Fleuve noir        | 9                  | Roman                | An 7                     | Michael A. Stackpole                             |
| Les X-Wings 4 : La Guerre du Bacta (The Bacta War)                                              | 26 mai 1999                | 1er janvier 1997           | Fleuve noir        | 10                 | Roman                | An 7                     | Michael A. Stackpole                             |
| Les X-Wings : Intégrale 2 —                                                                     | 12 décembre 2024           | —                          | Pocket             | 207                | Roman                | An 7                     | Michael A. Stackpole                             |
| Les X-Wings 5 : L'Escadron Spectre (Wraith Squadron)                                            | 24 mars 2000               | 2 février 1998             | Fleuve noir        | 28                 | Roman                | An 7                     | Aaron Allston                                    |
| Les X-Wings 6 : Le Poing d'acier (Iron Fist)                                                    | 27 avril 2000              | 6 juillet 1998             | Fleuve noir        | 30                 | Roman                | An 7                     | Aaron Allston                                    |
| Les X-Wings 7 : Aux commandes : Yan Solo ! (Solo Command)                                       | 28 juin 2001               | 2 février 1999             | Fleuve noir        | 42                 | Roman                | An 7                     | Aaron Allston                                    |
| Le Mariage de la Princesse Leia (The Courtship of Princess Leia)                                | 10 octobre 1995            | 1er avril 1994             | Fleuve noir        | 25                 | Roman                | An 7                     | Dave Wolverton                                   |
| A Forest Apart                                                                                  | —                          | 1er février 2003           | —                  | —                  | eBook                | An 7                     | Troy Denning                                     |
| Le Fantôme de Tatooine (Tatooine Ghost)                                                         | 16 octobre 2003            | 4 mars 2003                | Presses de la Cité | —                  | Roman                | An 7                     | Troy Denning                                     |
| La Croisade noire du Jedi fou - Intégrale (The Thrawn Omnibus)                                  | 27 octobre 2015            | 1er mars 2000              | Pocket             | 151                | Roman                | An 9                     | Timothy Zahn                                     |
| La Croisade noire du Jedi fou 1 : L'Héritier de l'Empire (Heir of the Empire)                   | 1er avril 1992             | 1er mai 1991               | Fleuve noir        | 12                 | Roman                | An 9                     | Timothy Zahn                                     |
| La Croisade noire du Jedi fou 2 : La Bataille des Jedi (Dark Force Rising)                      | 1er mars 1993              | 1er juin 1992              | Fleuve noir        | 13                 | Roman                | An 9                     | Timothy Zahn                                     |
| La Croisade noire du Jedi fou 3 : L'Ultime Commandement (The Last Command)                      | 15 avril 1994              | 1er avril 1993             | Fleuve noir        | 14                 | Roman                | An 9                     | Timothy Zahn                                     |
| Les X-Wings 8 : La Vengeance d'Isard (Isard's Revenge)                                          | 11 octobre 2001            | 13 avril 1999              | Fleuve noir        | 44                 | Roman                | An 9                     | Michael A. Stackpole                             |
| Moi, Jedi 1 : Mirax a disparu (I, Jedi)                                                         | 24 avril 2003              | 4 mai 1998                 | Fleuve noir        | 54                 | Roman                | An 11                    | Michael A. Stackpole                             |
| L'Académie Jedi - Intégrale (The Jedi Academy Trilogy)                                          | 9 novembre 2017            | 1er décembre 1994          | Pocket             | 155                | Roman                | An 11                    | Kevin J. Anderson                                |
| L'Académie Jedi 1 : La Quête des Jedi (Jedi Search)                                             | 1er septembre 1996         | 1er février 1994           | Fleuve noir        | 16                 | Roman                | An 11                    | Kevin J. Anderson                                |
| L'Académie Jedi 2 : Sombre Disciple (Dark Apprentice)                                           | 1er octobre 1996           | 1er juin 1994              | Fleuve noir        | 17                 | Roman                | An 11                    | Kevin J. Anderson                                |
| L'Académie Jedi 3 : Les Champions de la Force (Champions of the Force)                          | 1er octobre 1996           | 1er septembre 1994         | Fleuve noir        | 18                 | Roman                | An 11                    | Kevin J. Anderson                                |
| Moi, Jedi 2 : L'Héritage de Corran Horn (I, Jedi)                                               | 28 mai 2003                | 4 mai 1998                 | Fleuve noir        | 55                 | Roman                | An 11                    | Michael A. Stackpole                             |
| Les Enfants du Jedi (Children of the Jedi)                                                      | 1er septembre 1996         | 1er avril 1995             | Fleuve noir        | 23                 | Roman                | An 12                    | Barbara Hambly                                   |
| Le Sabre noir (Darksaber)                                                                       | 26 septembre 1997          | 1er octobre 1995           | Fleuve noir        | 24                 | Roman                | An 13                    | Kevin J. Anderson                                |
| Murder in Slushtime                                                                             | —                          | 1er août 1997              | —                  | —                  | Nouvelle             | An 13                    | Barbara Hambly                                   |
| La Planète du crépuscule (Planet of Twilight)                                                   | 1er octobre 1998           | 31 mars 1997               | Fleuve noir        | 29                 | Roman                | An 13                    | Barbara Hambly                                   |
| Les X-Wings 9 : Les Chasseurs stellaires d’Adumar (Starfighters of Adumar)                      | 27 février 2003            | 3 août 1999                | Fleuve noir        | 53                 | Roman                | An 13                    | Aaron Allston                                    |
| L'Étoile de cristal (The Crystal Star)                                                          | 1er avril 1996             | 8 décembre 1994            | Fleuve noir        | 26                 | Roman                | An 14                    | Vonda McIntyre                                   |
| La Crise de la flotte noire 1 : La tempête approche (Before the Storm)                          | 24 février 1999            | 1er mars 1996              | Fleuve noir        | 4                  | Roman                | An 16                    | Michael P. Kube-McDowell                         |
| La Crise de la flotte noire 2 : Le Bouclier furtif (Shield of Lies)                             | 24 février 1999            | 1er août 1996              | Fleuve noir        | 5                  | Roman                | An 17                    | Michael P. Kube-McDowell                         |
| La Crise de la flotte noire 3 : Le Défi du tyran (Tyrant's Test)                                | 24 février 1999            | 1er décembre 1996          | Fleuve noir        | 6                  | Roman                | An 17                    | Michael P. Kube-McDowell                         |
| La Nouvelle Rébellion (The New Rebellion)                                                       | 25 mars 1998               | 7 novembre 1996            | Fleuve noir        | 27                 | Roman                | An 17                    | Kristine Kathryn Rusch                           |
| La Trilogie corellienne 1 : Traquenard sur Corellia (Ambush at Corellia)                        | 28 mars 1997               | 2 février 1995             | Fleuve noir        | 19                 | Roman                | An 18                    | Roger MacBride Allen                             |
| La Trilogie corellienne 2 : Assaut sur Selonia (Assault at Selonia)                             | 28 mars 1997               | 1er juin 1995              | Fleuve noir        | 20                 | Roman                | An 18                    | Roger MacBride Allen                             |
| La Trilogie corellienne 3 : Bras de fer sur Centerpoint (Showdown at Centerpoint)               | 28 mars 1997               | 1er septembre 1995         | Fleuve noir        | 21                 | Roman                | An 18                    | Roger MacBride Allen                             |
| La Main de Thrawn - Intégrale —                                                                 | 4 novembre 2016            | —                          | Pocket             | 152                | Roman                | An 19                    | Timothy Zahn                                     |
| La Main de Thrawn 1 : Le Spectre du passé (Specter of the Past)                                 | 25 février 1999            | 3 novembre 1997            | Fleuve noir        | 33                 | Roman                | An 19                    | Timothy Zahn                                     |
| La Main de Thrawn 2 : Vision du futur (Vision of the Future)                                    | 21 octobre 1999            | 1er septembre 1998         | Fleuve noir        | 35                 | Roman                | An 19                    | Timothy Zahn                                     |
| Scourge                                                                                         | —                          | 24 avril 2012              | —                  | —                  | Roman                | An 19                    | Jeff Grubb (en)                                  |
| Fool's Bargain                                                                                  | —                          | 3 février 2004             | —                  | —                  | eBook                | An 20                    | Timothy Zahn                                     |
| Junior Jedi Knights 1: The Golden Globe                                                         | —                          | 1er octobre 1995           | —                  | —                  | Roman junior         | An 22                    | Nancy Richardson                                 |
| Junior Jedi Knights 2: Lyric's World                                                            | —                          | 1er janvier 1996           | —                  | —                  | Roman junior         | An 22                    | Nancy Richardson                                 |
| Junior Jedi Knights 3: Promises                                                                 | —                          | 1er avril 1996             | —                  | —                  | Roman junior         | An 22                    | Nancy Richardson                                 |
| Junior Jedi Knights 4: Anakin's Quest                                                           | —                          | 1er avril 1997             | —                  | —                  | Roman junior         | An 22                    | Rebecca Moesta (en)                              |
| Junior Jedi Knights 5: Vader's Fortress                                                         | —                          | 1er juillet 1997           | —                  | —                  | Roman junior         | An 22                    | Rebecca Moesta (en)                              |
| Junior Jedi Knights 6: Kenobi's Blade                                                           | —                          | 1er septembre 1997         | —                  | —                  | Roman junior         | An 22                    | Rebecca Moesta (en)                              |
| Une question de survie (Survivor's Quest)                                                       | 21 octobre 2004            | 3 février 2004             | Presses de la Cité | —                  | Roman                | An 22                    | Timothy Zahn                                     |
| Les Jeunes Chevaliers Jedi 1 : Les Enfants de la Force (Heirs of the Force)                     | 1er mars 1997              | 1er juin 1995              | Pocket Jeunesse    | 283                | Roman junior         | An 22                    | Kevin J. Anderson et Rebecca Moesta (en)         |
| Les Jeunes Chevaliers Jedi 2 : Les Cadets de l'ombre (Shadow Academy)                           | 1er mars 1997              | 1er septembre 1995         | Pocket Jeunesse    | 284                | Roman junior         | An 22                    | Kevin J. Anderson et Rebecca Moesta (en)         |
| Les Jeunes Chevaliers Jedi 3 : Génération perdue (The Lost Ones)                                | 1er mars 1997              | 1er octobre 1995           | Pocket Jeunesse    | 285                | Roman junior         | An 22                    | Kevin J. Anderson et Rebecca Moesta (en)         |
| Les Jeunes Chevaliers Jedi 4 : Les Sabres de lumière (Lightsabers)                              | 15 avril 1998              | 1er mars 1996              | Pocket Jeunesse    | 402                | Roman junior         | An 22                    | Kevin J. Anderson et Rebecca Moesta (en)         |
| Les Jeunes Chevaliers Jedi 5 : Le Chevalier de la nuit (Darkest Knight)                         | 15 avril 1998              | 1er juin 1996              | Pocket Jeunesse    | 403                | Roman junior         | An 22                    | Kevin J. Anderson et Rebecca Moesta (en)         |
| Les Jeunes Chevaliers Jedi 6 : Les Jedi assiégés (Jedi Under Siege)                             | 15 avril 1998              | 1er septembre 1996         | Pocket Jeunesse    | 404                | Roman junior         | An 22                    | Kevin J. Anderson et Rebecca Moesta (en)         |
| Les Jeunes Chevaliers Jedi 7 : Le Cœur d'Alderaan (Shards of Alderaan)                          | 18 mars 1999               | 1er janvier 1997           | Pocket Jeunesse    | 466                | Roman junior         | An 23                    | Kevin J. Anderson et Rebecca Moesta (en)         |
| Les Jeunes Chevaliers Jedi 8 : L'Alliance de la diversité (Diversity Alliance)                  | 1er juillet 1999           | 1er avril 1997             | Pocket Jeunesse    | 502                | Roman junior         | An 23                    | Kevin J. Anderson et Rebecca Moesta (en)         |
| Les Jeunes Chevaliers Jedi 9 : Illusions de grandeur (Delusions of Grandeur)                    | 1er juillet 1999           | 1er juillet 1997           | Pocket Jeunesse    | 503                | Roman junior         | An 23                    | Kevin J. Anderson et Rebecca Moesta (en)         |
| Les Jeunes Chevaliers Jedi 10 : L'Honneur et l'Amitié (Jedi Bounty)                             | 17 février 2000            | 1er octobre 1997           | Pocket Jeunesse    | 561                | Roman junior         | An 23                    | Kevin J. Anderson et Rebecca Moesta (en)         |
| Les Jeunes Chevaliers Jedi 11 : L'Arme secrète de l'Empereur (The Emperor's Plague)             | 22 juin 2000               | 1er janvier 1998           | Pocket Jeunesse    | 592                | Roman junior         | An 23                    | Kevin J. Anderson et Rebecca Moesta (en)         |
| Les Jeunes Chevaliers Jedi 12 : La Vengeance du soleil noir (Return to Ord Mantell)             | 21 septembre 2000          | 1er mai 1998               | Pocket Jeunesse    | 611                | Roman junior         | An 24                    | Kevin J. Anderson et Rebecca Moesta (en)         |
| Les Jeunes Chevaliers Jedi 13 : Piège sur la cité des nuages (Trouble on Cloud City)            | 19 octobre 2000            | 1er août 1998              | Pocket Jeunesse    | 622                | Roman junior         | An 24                    | Kevin J. Anderson et Rebecca Moesta (en)         |
| Les Jeunes Chevaliers Jedi 14 : La Crise (Crisis at Crystal Reef)                               | 16 novembre 2000           | 1er décembre 1998          | Pocket Jeunesse    | 635                | Roman junior         | An 24                    | Kevin J. Anderson et Rebecca Moesta (en)         |
| An 25 : Nouvel ordre Jedi                                                                       |                            |                            |                    |                    |                      |                          |                                                  |
| Boba Fett: A Practical Man                                                                      | —                          | 1er août 2006              | —                  | —                  | eBook                | An 25                    | Karen Traviss                                    |
| Le Nouvel Ordre Jedi 1 : Vecteur Prime (Vector Prime)                                           | 17 février 2000            | 5 octobre 1999             | Fleuve noir        | 39                 | Roman                | An 25                    | R. A. Salvatore                                  |
| Le Nouvel Ordre Jedi 2 : La Marée des ténèbres I : Assaut (Onslaught)                           | 22 mars 2001               | 1er février 2000           | Fleuve noir        | 40                 | Roman                | An 25                    | Michael A. Stackpole                             |
| Le Nouvel Ordre Jedi 3 : La Marée des ténèbres II : Naufrage (Ruin)                             | 11 avril 2001              | 6 juin 2000                | Fleuve noir        | 41                 | Roman                | An 25                    | Michael A. Stackpole                             |
| Le Nouvel Ordre Jedi 4 : Les Agents du chaos I : La Colère d'un héros (Hero's Trial)            | 29 novembre 2001           | 1er août 2000              | Fleuve noir        | 45                 | Roman                | An 25                    | James Luceno                                     |
| Le Nouvel Ordre Jedi 5 : Les Agents du chaos II : L'Éclipse des Jedi (Jedi Eclipse)             | 24 janvier 2002            | 3 octobre 2000             | Fleuve noir        | 46                 | Roman                | An 25                    | James Luceno                                     |
| Le Nouvel Ordre Jedi 6 : Point d'équilibre (Balance Point)                                      | 3 mai 2001                 | 31 octobre 2000            | Fleuve noir        | 47                 | Roman                | An 26                    | Kathy Tyers                                      |
| New Jedi Order 6,5: Recovery                                                                    | —                          | 3 décembre 2001            | —                  | —                  | eBook                | An 26                    | Troy Denning                                     |
| Le Nouvel Ordre Jedi 7 : L'Aurore de la victoire I : Conquête (Conquest)                        | 30 avril 2002              | 3 avril 2001               | Fleuve noir        | 48                 | Roman                | An 26                    | Gregory Keyes                                    |
| Le Nouvel Ordre Jedi 8 : L'Aurore de la victoire II : Renaissance (Rebirth)                     | 27 juin 2002               | 31 juillet 2001            | Fleuve noir        | 50                 | Roman                | An 26                    | Gregory Keyes                                    |
| New Jedi Order 8,5: Emissary of the Void                                                        | —                          | 2002                       | —                  | —                  | Nouvelle             | An 26                    | Gregory Keyes                                    |
| Le Nouvel Ordre Jedi 9 : Étoile après étoile (Star By Star)                                     | 3 octobre 2002             | 30 octobre 2001            | Fleuve noir        | 56                 | Roman                | An 27                    | Troy Denning                                     |
| Le Nouvel Ordre Jedi 10 : Sombre Voyage (Dark Journey)                                          | 11 septembre 2003          | 29 janvier 2002            | Fleuve noir        | 57                 | Roman                | An 27                    | Elaine Cunningham                                |
| New Jedi Order 10,5: The Apprentice                                                             | —                          | 1er janvier 2002           | —                  | —                  | Nouvelle             | An 27                    | Elaine Cunningham                                |
| Le Nouvel Ordre Jedi 11 : Derrière les lignes ennemies I : Le Rêve rebelle (Rebel Dream)        | 13 novembre 2003           | 26 mars 2002               | Fleuve noir        | 58                 | Roman                | An 27                    | Aaron Allston                                    |
| Le Nouvel Ordre Jedi 12 : Derrière les lignes ennemies II : La Résistance rebelle (Rebel Stand) | 20 janvier 2004            | 28 mai 2002                | Fleuve noir        | 59                 | Roman                | An 27                    | Aaron Allston                                    |
| Le Nouvel Ordre Jedi 13 : Le Traître (Traitor)                                                  | 25 mars 2004               | 30 juillet 2002            | Fleuve noir        | 60                 | Roman                | An 27                    | Matthew Stover                                   |
| Le Nouvel Ordre Jedi 14 : La Voie du destin (Destiny's Way)                                     | 20 mars 2003               | 1er octobre 2002           | Fleuve noir        | 61                 | Roman                | An 28                    | Walter Jon Williams                              |
| New Jedi Order 14,5: Ylesia                                                                     | —                          | 1er septembre 2002         | —                  | —                  | eBook                | An 28                    | Walter Jon Williams                              |
| Le Nouvel Ordre Jedi 15 : L'Hérétique de la Force I : Les Vestiges de l'Empire (Remnant)        | 24 juin 2004               | 4 février 2003             | Fleuve noir        | 62                 | Roman                | An 28                    | Shane Dix et Sean Williams                       |
| Le Nouvel Ordre Jedi 16 : L'Hérétique de la Force II : Les Réfugiés (Refugee)                   | 6 août 2004                | 29 avril 2003              | Fleuve noir        | 63                 | Roman                | An 28                    | Shane Dix et Sean Williams                       |
| Le Nouvel Ordre Jedi 17 : L'Hérétique de la Force III : Réunion (Reunion)                       | 15 octobre 2004            | 1er juillet 2003           | Fleuve noir        | 64                 | Roman                | An 28                    | Shane Dix et Sean Williams                       |
| Le Nouvel Ordre Jedi 18 : L'Ultime Prophétie (The Final Prophecy)                               | 2 décembre 2004            | 30 septembre 2003          | Fleuve noir        | 65                 | Roman                | An 28                    | Gregory Keyes                                    |
| Le Nouvel Ordre Jedi 19 : La Force unifiée (The Unifying Force)                                 | 7 octobre 2005             | 4 novembre 2003            | Fleuve noir        | 75                 | Roman                | An 29                    | James Luceno                                     |
| Nid obscur 1 : Le Roi des affiliés (The Joiner King)                                            | 28 septembre 2006          | 26 juillet 2005            | Fleuve noir        | 76                 | Roman                | An 35                    | Troy Denning                                     |
| Nid obscur 2 : Le Secret des Killik (The Unseen Queen)                                          | 26 octobre 2006            | 27 septembre 2005          | Fleuve noir        | 77                 | Roman                | An 36                    | Troy Denning                                     |
| Nid obscur 3 : La Guerre de l'essaim (The Swarm War)                                            | 28 décembre 2006           | 27 décembre 2005           | Fleuve noir        | 78                 | Roman                | An 36                    | Troy Denning                                     |
| L'Héritage de la Force 1 : Trahison (Betrayal)                                                  | 21 août 2008               | 30 mai 2006                | Fleuve noir        | 88                 | Roman                | An 40                    | Aaron Allston                                    |
| L'Héritage de la Force 2 : Descendances (Bloodlines)                                            | 11 décembre 2008           | 29 août 2006               | Fleuve noir        | 91                 | Roman                | An 40                    | Karen Traviss                                    |
| L'Héritage de la Force 3 : Tempête (Tempest)                                                    | 25 juin 2009               | 28 novembre 2006           | Fleuve noir        | 95                 | Roman                | An 40                    | Troy Denning                                     |
| L'Héritage de la Force 4 : Exil (Exile)                                                         | 22 octobre 2009            | 27 février 2007            | Fleuve noir        | 97                 | Roman                | An 40                    | Aaron Allston                                    |
| L'Héritage de la Force 5 : Sacrifice (Sacrifice)                                                | 10 décembre 2009           | 29 mai 2007                | Fleuve noir        | 98                 | Roman                | An 40                    | Karen Traviss                                    |
| L'Héritage de la Force 6 : Enfer (Inferno)                                                      | 25 mars 2010               | 28 août 2007               | Fleuve noir        | 99                 | Roman                | An 40                    | Troy Denning                                     |
| L'Héritage de la Force 7 : Fureur (Fury)                                                        | 26 août 2010               | 27 novembre 2007           | Fleuve noir        | 102                | Roman                | An 40                    | Aaron Allston                                    |
| L'Héritage de la Force 8 : Révélation (Revelation)                                              | 9 décembre 2010            | 26 février 2008            | Fleuve noir        | 104                | Roman                | An 41                    | Karen Traviss                                    |
| L'Héritage de la Force 9 : Invincible (Invincible)                                              | 28 avril 2011              | 13 mai 2008                | Fleuve noir        | 106                | Roman                | An 41                    | Troy Denning                                     |
| Crosscurrent                                                                                    | —                          | 26 janvier 2010            | —                  | —                  | Roman                | An 41                    | Paul S. Kemp                                     |
| Crosscurrent: Riptide                                                                           | —                          | 25 octobre 2011            | —                  | —                  | Roman                | An 41                    | Paul S. Kemp                                     |
| Le Faucon millénium (Millenium Falcon)                                                          | 23 novembre 2017           | 21 octobre 2008            | Pocket             | 144                | Roman                | An 43                    | James Luceno                                     |
| Le Destin des Jedi 1 : Proscrit (Outcast)                                                       | 14 février 2013            | 23 mars 2009               | Pocket             | 117                | Roman                | An 43                    | Aaron Allston                                    |
| Le Destin des Jedi 2 : Présage (Omen)                                                           | 18 avril 2013              | 23 juin 2009               | Pocket             | 118                | Roman                | An 43                    | Christie Golden                                  |
| Le Destin des Jedi 3 : Abysse (Abyss)                                                           | 27 juin 2013               | 18 août 2009               | Pocket             | 119                | Roman                | An 43                    | Troy Denning                                     |
| Le Destin des Jedi 4 : Revers (Backlash)                                                        | 22 août 2013               | 9 mars 2010                | Pocket             | 120                | Roman                | An 44                    | Aaron Allston                                    |
| Le Destin des Jedi 5 : Alliés (Allies)                                                          | 24 octobre 2013            | 25 mai 2010                | Pocket             | 121                | Roman                | An 44                    | Christie Golden                                  |
| Le Destin des Jedi 6 : Vortex (Vortex)                                                          | 5 décembre 2013            | 30 novembre 2010           | Pocket             | 122                | Roman                | An 44                    | Troy Denning                                     |
| Le Destin des Jedi 7 : Jugement (Conviction)                                                    | 27 février 2014            | 24 mai 2011                | Pocket             | 123                | Roman                | An 44                    | Aaron Allston                                    |
| Le Destin des Jedi 8 : Ascension (Ascension)                                                    | 24 avril 2014              | 9 août 2011                | Pocket             | 124                | Roman                | An 44                    | Christie Golden                                  |
| Le Destin des Jedi 9 : Apocalypse (Apocalypse)                                                  | 26 juin 2014               | 13 mars 2012               | Pocket             | 125                | Roman                | An 44                    | Troy Denning                                     |
| X-Wings 10: Mercy Kill                                                                          | —                          | 7 août 2012                | —                  | —                  | Roman                | An 44                    | Aaron Allston                                    |
| L'Ultime Épreuve (Crucible)                                                                     | 23 avril 2015              | 9 juillet 2013             | Pocket             | 130                | Roman                | An 45                    | Troy Denning                                     |

### Hors univers
| Titre          | Date de parution française | Date de parution originale | Éditeur | Numéro de parution | Type                 | Auteur            |
| -------------- | -------------------------- | -------------------------- | ------- | ------------------ | -------------------- | ----------------- |
| Myths & Fables | —                          | 6 août 2019                | —       | —                  | Recueil de nouvelles | George Mann (en)  |
| Dark Legends   | —                          | 28 juillet 2020            | —       | —                  | Recueil de nouvelles | George Mann (en)  |
| Ronin (Ronin)  | 7 juillet 2022             | 12 octobre 2021            | Fleuve  | —                  | Roman                | Emma Mieko Candon |